# Eintracht Frankfurt
Eintracht Frankfurt (früher und umgangssprachlich z. T. immer noch in Gebrauch: Frankfurter Sportgemeinde Eintracht, kurz SGE) ist ein 1899 gegründeter, eingetragener Sportverein in Frankfurt am Main.
Mit ihrer Fußballabteilung war die Eintracht 1963 Gründungsmitglied der Bundesliga. Sie gilt als einer der großen Traditionsvereine im deutschen Fußball und belegt nach bisher 56 Spielzeiten in der Bundesliga Platz 7 der Ewigen Tabelle. Zwischen 1996 und 2012 spielte sie bei vier Abstiegen und vier Aufstiegen insgesamt sechs Saisons in der 2. Bundesliga. Zu den größten Erfolgen des Vereins gehören die Deutsche Meisterschaft 1959, fünf DFB-Pokalsiege (1974, 1975, 1981, 1988 und 2018) sowie der Gewinn des UEFA-Pokals 1980 und der UEFA Europa League 2022. Zudem erreichte die Eintracht als erster deutscher Verein das Finale des Europapokals der Landesmeister 1960.
Der Verein unterhält 20 Abteilungen für verschiedene Sportarten. Die Vereinsfarben sind Rot, Schwarz und Weiß, das Vereinswappen ist der Frankfurter Adler, die Spielkleidung ist traditionell schwarz-rot oder schwarz-weiß. Die Fußballprofis tragen ihre Heimspiele im Deutsche Bank Park (ursprünglich Waldstadion, zeitweilig Commerzbank-Arena) im Stadtteil Sachsenhausen aus. In der Nähe des Stadions liegt auch der 2021 eröffnete Club-Neubau, das so genannte ProfiCamp, in dem die Büros der 280 Mitarbeiter der Profi-AG sowie moderne Infrastruktureinrichtungen für die Profis erstmals gemeinsam untergebracht sind. Die erste Mannschaft trainierte früher am Riederwald, heute auf einem Außenfeld vor dem Stadion. Der Verein selbst unterhält seine Geschäftsstelle am 1952 eingeweihten Sportplatz am Riederwald im Frankfurter Stadtteil Seckbach.
Eintracht Frankfurt hat 155.000 Mitglieder (Stand: 1. Juli 2025). Der Verein ist damit der sechstgrößte Sportverein in Deutschland und belegt weltweit Rang 10. Eintracht Frankfurt war 2024 mit mehr als 15.000 aktiven Sportlern in über 50 Sportarten der größte Mehrspartensportverein mit einer professionellen Fußballmannschaft weltweit.

## Vereinsstruktur
Der Eintracht Frankfurt e. V. besteht aus folgenden Abteilungen:
1. Turnen (seit 22. Januar 1861)
2. Fußball (seit 8. März 1899)
3. Leichtathletik (seit 1899)
4. Hockey (seit 1906 als 1. Frankfurter HC)
5. Boxen (seit 1919)
6. Tennis (seit Frühling 1920)
7. Handball (seit 1921)
8. Rugby (seit Sommer 1923)
9. Tischtennis (seit November 1924)
10. Basketball (seit 4. Juni 1954)
11. Eissport (seit 9. Dezember 1959)
12. Volleyball (seit Juli 1961)
13. Fan- & Förderabteilung (seit Dezember 2000)
14. Eishockey (1959–1991 sowie seit 1. Juli 2002)
15. Triathlon (seit Januar 2008)
16. Ringen (seit 1. Juli 2013)
17. Ultimate Frisbee (seit 2015)
18. Fechten (bis 1971 sowie seit Januar 2017)
19. Kampfsport (seit 2021)
20. Golf (seit 2023)

Der Verein Eintracht Frankfurt ist in Bezug auf Fußball nur noch Träger der Jugend- und Amateurmannschaften. Die Fußballprofis der Männer sowie der Frauen unterstehen der Eintracht Frankfurt Fußball Aktiengesellschaft, einem Tochterunternehmen des Vereins.

### Verein

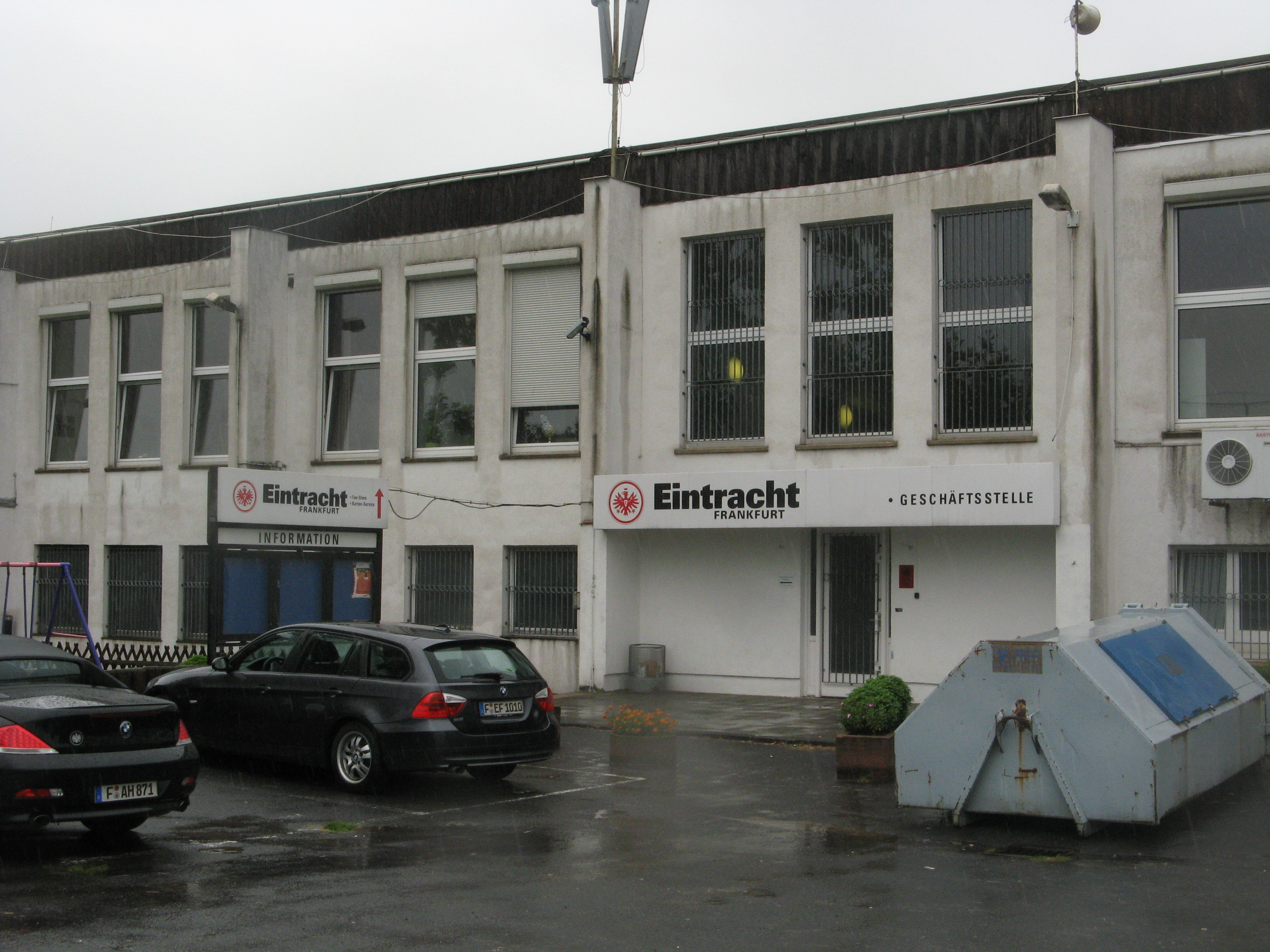
Ehemalige Geschäftsstelle des Vereins (nicht der ersten Fußballmannschaft) auf dem Riederwaldgelände in Frankfurt-Seckbach

Das oberste Gremium des Vereins ist das Präsidium. Ihm gehören der Präsident Mathias Beck (Vertretung des Vereins nach innen und außen, strategische Planung und Liegenschaften / Immobilienentwicklung) sowie fünf für bestimmte Bereiche zuständige Vizepräsidenten an: (Moritz Theimann: Geschäftsführung, Kommunikation, Mitgliederwesen, IT und Personal, Dominik Berker: Finanzen und Schatzmeister, Dieter Burkert: Betreuung der sporttreibenden Abteilungen, Benjamin von Loefen: Stärkung des Ehrenamts, Ausbau der Sportstätten-Infrastruktur und Bindeglied in fanpolitischen Themen, Stefan Minden: Rechtliches sowie Fan- und Förderabteilung).
Weitere Führungsgremien sind der Verwaltungsrat, der Wahlausschuss und der Ehrenrat. In einem weiteren Gremium, dem Beirat, sind die Leiter aller Abteilungen vertreten.

### Aktiengesellschaft
Die gewinnorientiert arbeitende Profifußball-Aktiengesellschaft wurde am 1. Juli 2000 gegründet. Anteilseigner der AG sind mit 67,89 % der eingetragene Verein, mit 16,81 % die Freunde des Adlers GmbH (Philip Holzer und Stephen Orenstein), mit 7,3 % die Freunde der Eintracht Frankfurt AG (Bankhaus Metzler, DZ Bank, Landesbank Hessen-Thüringen und BHF-Bank), mit 5 % die Herzschlag Eintracht GmbH und mit 3 % die Wolfgang Steubing AG.
Die Fußball-AG wird von einem vierköpfigen Vorstand geführt, dem Axel Hellmann (als deren Sprecher und für Marketing, Kommunikation, Merchandising und Fanbetreuung), Julien Zamberk (Finanzen, Personal und IT), Markus Krösche (Sport) und Philipp Reschke (Spieltagsorganisation, Fanbetreuung, Sicherheit, Merchandising, Zuschauerservice, Recht und Personal) angehören.
Den Vorstand überwacht ein neunköpfiger Aufsichtsrat, dem Vertreter des Eigentümers (des Vereins), der Stadt und des Landes Hessen angehören und dessen Vorsitzender Mathias Beck ist.
Für die sportlichen Belange der Herren-Bundesligamannschaft ist die Sportliche Leitung verantwortlich. Ihr gehören unter dem Sportvorstand Krösche und dem Sportdirektor Timmo Hardung u. a. der Cheftrainer Dino Toppmöller an. Der Leiter der Lizenzspielerabteilung ist Christoph Preuß.
Der Fußball AG sind auch die zum 1. Juli 2020 nach Fusion mit dem 1. FFC Frankfurt jetzt für Eintracht Frankfurt startenden 1. und 2. Frauenfußball-Mannschaften zugeordnet, die in der Frauen-Bundesliga bzw. der 2. Frauen-Bundesliga spielen. Seit Juli 2023 ist auch das Nachwuchsleistungszentrum der AG zugeordnet.
Ebenfalls seit 1. Juli 2020 betreibt und vermarktet Eintracht Frankfurt das Stadion, den Deutsche Bank Park. Hierzu wurde als Tochtergesellschaft der AG die Eintracht Frankfurt Stadion GmbH gegründet. Die Stadion GmbH hält seit März 2022 62,5 Prozent der Geschäftsanteile an der Betriebs- und Eigentümergesellschaft des Ahorn Camp Sportparks in Dreieich, wo die zweite Mannschaft spielt.

## Geschichte

### 1899–1920: Die Vorgängervereine
Am 8. März 1899 wurde der Frankfurter Fußball-Club Victoria von 1899, eine frühe Abspaltung des ältesten Frankfurter Fußballclubs Germania 1894, als Vorgänger der heutigen Frankfurter Eintracht gegründet. Wahrscheinlich noch im gleichen Jahr entstand auch ein zweiter Stammverein der Eintracht, der Frankfurter Fußball-Club Kickers von 1899. Letzterer stellte einige Jahre später auch den ersten Frankfurter Nationalspieler: Im ersten Länderspiel einer deutschen Fußballnationalmannschaft, einem Freundschaftsspiel gegen die Schweiz 1908, erzielte der Kickers-Spieler Fritz Becker zwei Tore und trug damit zum Endstand von 3:5 bei. Ebenfalls 1908 schloss sich der 1. Frankfurter Hockeyclub den Kickers an.
Am 13. Mai 1911 fusionierten die beiden Kontrahenten Victoria und Kickers zum „Frankfurter Fußballverein (Kickers-Victoria) von 1899“, kurz Frankfurter FV. Der FFV sicherte sich in seiner ersten Saison auf Anhieb die Nordkreis-Meisterschaft. Damit stand 1912 zum ersten Mal ein Frankfurter Verein in der Endrunde um die süddeutsche Meisterschaft, wo der FFV allerdings chancenlos war. Im Sommer 1912 wurde das neue Vereinsgelände an der Roseggerstraße bezogen und am 8. September mit einem Spiel gegen Quick Den Haag eingeweiht. Sportlich konnte die Nordkreismeisterschaft auch in den darauf folgenden Spielzeiten wiederholt werden und in den sich anschließenden süddeutschen Endrunden schnitt der FFV 1913 und 1914 deutlich besser ab und wurde jeweils süddeutscher Vizemeister.
In dieser Zeit zählte der Frankfurter FV bereits über 800 Mitglieder und stellte zwölf Fußballmannschaften, als weitere Sportarten wurden Hockey, Cricket und Fechten sowie verschiedene Leichtathletik-Disziplinen ausgeübt. Die Mitgliederschaft des FFV, der nicht wie die anderen großen Frankfurter Vereine in einem einzelnen Stadtteil verwurzelt war, stammte vor allem aus dem gehobenen Bürgertum, was sich auch in der Pflege von Prestigesportarten wie Hockey und Cricket äußerte.

### 1920–1933: Die Eintracht auf dem Weg zur Spitzenmannschaft
| Spielklasse                       | Saison  | Platz | Tore  | Punkte |
| --------------------------------- | ------- | ----- | ----- | ------ |
| Kreisliga Nordmain                | 1920/21 | 1.    | 31:18 | 29:11  |
| Kreisliga Nordmain, Abt. I        | 1921/22 | 1.    | 43:12 | 26:2   |
| Kreisliga Nordmain                | 1922/23 | 3.    | 29:23 | 17:11  |
| Bezirksliga Main                  | 1923/24 | 2.    | 27:21 | 16:12  |
| Bezirksliga Main                  | 1924/25 | 5.    | 15:21 | 12:16  |
| Bezirksliga Main                  | 1925/26 | 4.    | 40:28 | 16:12  |
| Bezirksliga Main                  | 1926/27 | 2.    | 41:19 | 28:8   |
| Bezirksliga Main-Hessen, Gr. Main | 1927/28 | 1.    | 94:13 | 41:3   |
| Bezirksliga Main-Hessen, Gr. Main | 1928/29 | 1.    | 56:29 | 27:9   |
| Bezirksliga Main-Hessen, Gr. Main | 1929/30 | 1.    | 33:12 | 23:5   |
| Bezirksliga Main-Hessen, Gr. Main | 1930/31 | 1.    | 51:13 | 23:5   |
| Bezirksliga Main-Hessen, Gr. Main | 1931/32 | 1.    | 81:18 | 35:5   |
| Bezirksliga Main-Hessen, Gr. Main | 1932/33 | 2.    | 45:16 | 29:7   |

Im April 1920, fast neun Jahre nach dem ersten Zusammenschluss zum FFV Kickers-Victoria, fusionierte der Verein erneut, diesmal mit der 1861 gegründeten Frankfurter Turngemeinde zur „Turn- und Sportgemeinde Eintracht Frankfurt von 1861“. Mit diesem Zusammenschluss trat zum ersten Mal die prägende Bezeichnung „Eintracht“ mit den Frankfurtern in Verbindung. 1927 kam es auf Druck der Deutschen Turnerschaft im Rahmen der reinlichen Scheidung jedoch wieder zur Trennung: Die „Turngemeinde Eintracht Frankfurt von 1861“ und die „Sportgemeinde Eintracht Frankfurt (F.F.V) von 1899“ entstanden neu.
Nach der erzwungenen Spaltung des Jahres 1927 kam es 1969 zur erneuten Vereinigung der Teilvereine „Frankfurter Sportgemeinde Eintracht ( F.F.V.) von 1899 e. V.“ und „Turn- und Fechtgemeinde Eintracht Frankfurt von 1861 e. V.“. Der eingetragene Verein heißt seitdem „Eintracht Frankfurt e. V.“.
Ab der Saison 1920/21 trug die Eintracht ihre Heimspiele im Riederwaldstadion im Stadtteil Seckbach aus. Das neu erbaute Stadion bot 30.000 Zuschauern Platz und war damit eines der größten Stadien Deutschlands. 1921 qualifizierte sich die Eintracht als Meister der Kreisliga Nordmain für die süddeutsche Meisterschaft, ein Einzug in das Finale gelang ihr jedoch nicht. In den folgenden Jahren belegte die Eintracht in der Kreisliga Nordmain meistens einen der vorderen Plätze, man konnte sich jedoch erst wieder 1928 für die süddeutsche Meisterschaft qualifizieren.
Die Eintracht erhielt in dieser Zeit Unterstützung durch die jüdischen Inhaber der Frankfurter Schuhfabrik J. & C.A. Schneider. Die von den Brüdern Fritz und Lothar Adler sowie ihrem Cousin Walter Neumann geleitete Schuhfabrik stellte insbesondere Hausschuhe her, in Frankfurter Mundart sind das Schlappe. Die Eintracht-Fußballer trugen zu dieser Zeit die Bezeichnung Schlappekicker davon. 1928 gelang der bis dahin größte Erfolg der Vereinsgeschichte, indem man sich als süddeutscher Vizemeister für die Endrunde um die deutsche Meisterschaft qualifizierte. Die Eintracht schied schon im Achtelfinale gegen die SpVgg Sülz aus. Bis 1933 gelang der Eintracht jedes Jahr die Qualifikation für die süddeutsche Meisterschaft; 1932 wurde Eintracht Frankfurt sogar süddeutscher Meister und nach einer 0:2-Niederlage gegen den FC Bayern deutscher Vizemeister.

### 1933–1945: Mäßiger Erfolg in der Gauliga und Kriegszeit
Während die Eintracht vor der Machtübernahme durch die Nationalsozialisten als liberaler und weltoffener Verein galt, auch weil jüdische Funktionäre, Sportler und Sponsoren zu seinen Erfolgen beitrugen, kooperierte er 1933 widerstandslos mit dem neuen Regime und unterstützten deren Rassenpolitik mit der Unterzeichnung der Stuttgarter Erklärung. Zu den fünf Funktionären, die am NS-Herrschaftssystem partizipierten, gehörten auch der Fußballstar und spätere Ehrenpräsident Rudolf Gramlich und der bekannte Leichtathlet Adolf Metzner.
Ab der Saison 1933/34 bildeten 16 Gauligen die höchste Klasse des deutschen Fußballs. Die Eintracht kam (u. a. zusammen mit dem FSV Frankfurt) in die Gauliga Südwest. Größere sportliche Erfolge blieben aus, lediglich einmal (1938) gelang der Ligagewinn und die damit verbundene Qualifikation für die deutsche Fußballmeisterschaft 1937/38, die Eintracht schied jedoch in den Gruppenspielen aufgrund des schlechteren Torverhältnisses im Vergleich zum Hamburger SV aus. Ab 1939 litt die Eintracht, wie die meisten deutschen Fußballclubs, aufgrund des Krieges an Spielermangel, da viele Spieler an die Front mussten. Im Zweiten Weltkrieg brannte das Riederwaldstadion 1943 bei den Luftangriffen auf Frankfurt am Main aufgrund alliierter Brandbomben völlig ab, die Eintracht bestritt daher ihre Heimspiele ab Januar 1944 auf ihrem alten Sportplatz an der Roseggerstraße. Aufgrund des zum Kriegsende hin immer größer werdenden Spielermangels bildete die Eintracht zusammen mit dem FSV Frankfurt ab der Saison 1944/45 die „Kriegssportgemeinschaft Frankfurt“. Das letzte Spiel bestritt diese Mannschaft am 7. Januar 1945.

### 1945–1963: Oberliga Süd, deutsche Meisterschaft und Europapokalfinalist

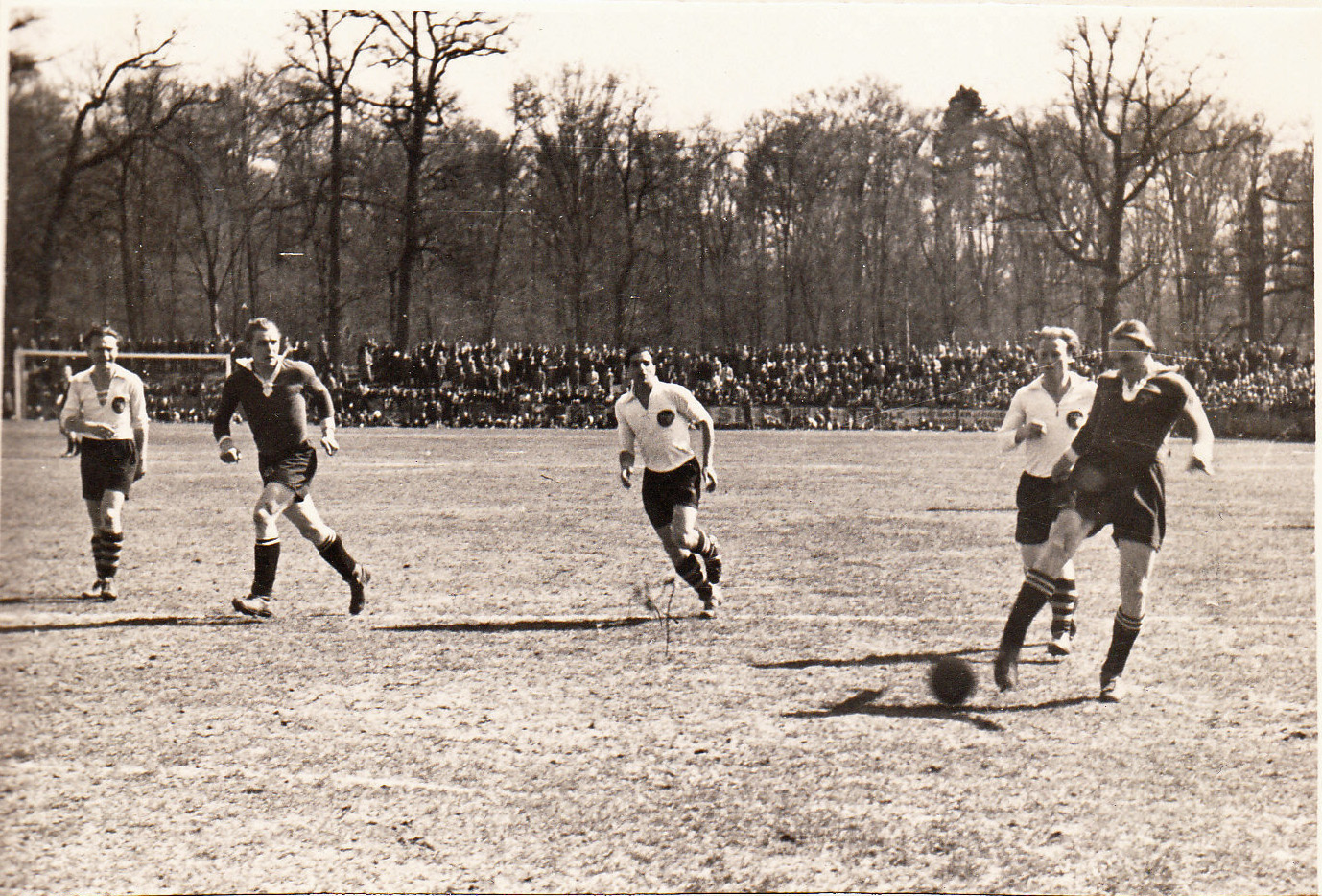
Oberliga Süd 1946: Karlsruher FV – Eintracht Frankfurt

Nach dem Zweiten Weltkrieg wurde die neuformierte SG Eintracht 1946 Hessenpokalsieger. Im Zeichen der zunehmenden Professionalisierung im deutschen Fußball richtete die Eintracht 1948 eine Vertragsspieler-Abteilung ein.
1954 entsendete Eintracht Frankfurt den Nationalspieler Alfred Pfaff anlässlich der Fußball-Weltmeisterschaft in der Schweiz in den Kreis der Nationalmannschaft, welche dort den Weltmeistertitel gewann. Im Jahre 1959 errang die Eintracht mit der deutschen Meisterschaft den bis dato größten Erfolg der Vereinsgeschichte und bezwang den Lokalrivalen Kickers Offenbach im Finale von Berlin mit 5:3.
In den Nachkriegsjahren bis 1959 gewann die Tischtennisabteilung der Damen zudem siebenmal den Mannschaftsmeistertitel und unterstrich damit die Vielzahl von Sportrichtungen innerhalb des Vereins.
Als erste deutsche Mannschaft erreichte Eintracht Frankfurt 1960 das Finale des Europapokals der Landesmeister, wurde im Endspiel in Glasgow allerdings spektakulär von Real Madrid, dem damaligen Maß aller Dinge, mit 7:3 geschlagen. Der Frankfurter Stürmer Erwin Stein, der im Finale einen doppelten Torerfolg zu verbuchen hatte, äußerte sich später: „Mein Gegenspieler José Emilio Santamaria hat mich auf dem Platz fast ausgezogen. Dagegen waren wir nur ein Haufen braver Hessen“. Trotz der sieben Gegentreffer kämpfte die Eintracht tapfer und bestritt ein gutes Finale. Das Spiel wurde später mit seinen zehn Treffern zum besten Europapokalfinale aller Zeiten gekürt.

### 1963–1978: Die Eintracht in der Bundesliga
| Punkte der Zwölfjahreswertung der Kandidaten der Oberliga Süd für die Bundesliga | Punkte der Zwölfjahreswertung der Kandidaten der Oberliga Süd für die Bundesliga | Punkte der Zwölfjahreswertung der Kandidaten der Oberliga Süd für die Bundesliga |
| -------------------------------------------------------------------------------- | -------------------------------------------------------------------------------- | -------------------------------------------------------------------------------- |
| 1.                                                                               | 1. FC Nürnberg                                                                   | 447                                                                              |
| 2.                                                                               | Eintracht Frankfurt                                                              | 420                                                                              |
| 3.                                                                               | Karlsruher SC                                                                    | 419                                                                              |
| 4.                                                                               | VfB Stuttgart                                                                    | 408                                                                              |
| 5.                                                                               | Kickers Offenbach                                                                | 382                                                                              |
| 6.                                                                               | FC Bayern München                                                                | 288                                                                              |
| 7.                                                                               | TSV 1860 München                                                                 | 229                                                                              |
| 8.                                                                               | VfR Mannheim                                                                     | 227                                                                              |
| 9.                                                                               | SpVgg Fürth                                                                      | 224                                                                              |
| 10.                                                                              | 1. FC Schweinfurt 05                                                             | 185                                                                              |
| 11.                                                                              | FC Bayern Hof                                                                    | 90                                                                               |
| 12.                                                                              | TSV Schwaben Augsburg                                                            | 61                                                                               |
| 13.                                                                              | KSV Hessen Kassel                                                                | 36                                                                               |

| Für die Bundesliga durch die Zwölfjahreswertung qualifiziert Für die Bundesliga durch die Meisterschaft der letzten Oberliga-Saison (1962/63) qualifiziert Für die Bundesliga nicht qualifiziert |  |
| |  |

| Saison                                       | Platz | Tore  | Punkte |
| -------------------------------------------- | ----- | ----- | ------ |
| 1963/64                                      | 03.   | 65:41 | 39:21  |
| 1964/65                                      | 08.   | 50:58 | 29:31  |
| 1965/66                                      | 07.   | 64:46 | 38:30  |
| 1966/67                                      | 04.   | 66:49 | 39:29  |
| 1967/68                                      | 06.   | 58:51 | 38:30  |
| 1968/69                                      | 08.   | 46:43 | 34:34  |
| 1969/70                                      | 08.   | 54:54 | 34:34  |
| 1970/71                                      | 15.   | 39:56 | 28:40  |
| 1971/72                                      | 05.   | 71:61 | 39:29  |
| 1972/73                                      | 08.   | 58:54 | 34:34  |
| 1973/74                                      | 04. * | 63:50 | 41:27  |
| 1974/75                                      | 03. * | 89:49 | 43:25  |
| 1975/76                                      | 09.   | 79:58 | 36:32  |
| 1976/77                                      | 04.   | 86:57 | 42:26  |
| 1977/78                                      | 07.   | 59:52 | 36:32  |
| * DFB-Pokal-Sieger Europapokal-Qualifikation |       |       |        |

1963 gehörte Eintracht Frankfurt zu den Gründungsmitgliedern der anstelle der Oberligen als neue höchste Spielklasse gegründeten Bundesliga. In der ersten Saison wurde man Dritter und Vizepokalsieger nach einem 0:2 im Pokalendspiel gegen den TSV 1860 München in Stuttgart.
Im Jahr der Weltmeisterschaft in England (1966) stellte die Eintracht mit Jürgen Grabowski und Friedel Lutz zwei Spieler der Nationalmannschaft ab, die Vizeweltmeister wurde.
In der Saison 1971/72 konnte sich die Eintracht erstmals für den in der gleichen Saison eingeführten UEFA-Cup qualifizieren, hatte allerdings Lospech und musste in der ersten Runde gegen den FC Liverpool antreten. Frankfurt schied aus und Liverpool gewann den Wettbewerb.
Wie bereits 1966 und 1970 nahm Grabowski, nun mit seinem Mannschaftskameraden Bernd Hölzenbein, auch an der WM 1974 in der BR Deutschland teil. Hölzenbein spielte im Finale gegen die Niederlande einen Elfmeter heraus, den Paul Breitner vom FC Bayern zum 1:1 verwandelte. Deutschland siegte schließlich mit 2:1 und wurde zum zweiten Mal nach 1954 Weltmeister.
Im Weltmeisterjahr und in dem Jahr darauf (1975) wurde die Eintracht zweimal DFB-Pokalsieger: 1974 im Finale gegen den Hamburger SV durch 3:1 n. V. und 1975 durch ein 1:0 gegen den MSV Duisburg. In der Saison 1975/76 gelang Frankfurt der Einzug in das Halbfinale des Europapokals der Pokalsieger, wo man sich West Ham United geschlagen geben musste: Nach einem 2:1-Heimsieg verlor man in London 1:3, wobei ein Frankfurter kurz vor Schluss nur den Pfosten des leeren Tores traf. In der Bundesliga reichte es dagegen nur zu Platz drei (1975) und vier (1974 und 1977). Zwischen 20. November 1976 und August 1977 blieb die Mannschaft in 21 Bundesligaspielen in Folge unbesiegt.

### 1978–1994: Beinahe-Abstiege, UEFA-Pokalsieg und Beinahe-Meisterschaften
| Saison | Platz | Tore  | Punkte |
| --- | ----- | ----- | ------ |
| 1978/79 | 05.   | 50:49 | 39:29  |
| 1979/80 | 09.   | 65:61 | 32:36  |
| 1980/81 | 05. * | 61:57 | 38:30  |
| 1981/82 | 08.   | 83:72 | 37:31  |
| 1982/83 | 10.   | 48:57 | 29:39  |
| 1983/84 | 16. R | 45:61 | 27:41  |
| 1984/85 | 12.   | 62:67 | 32:36  |
| 1985/86 | 15.   | 35:49 | 28:40  |
| 1986/87 | 15.   | 42:53 | 25:43  |
| 1987/88 | 09. * | 51:50 | 31:37  |
| 1988/89 | 16. R | 30:53 | 26:42  |
| 1989/90 | 03.   | 61:40 | 41:27  |
| 1990/91 | 04.   | 63:40 | 40:28  |
| 1991/92 | 03.   | 76:41 | 50:26  |
| 1992/93 | 03.   | 56:39 | 42:26  |
| 1993/94 | 05.   | 57:41 | 38:30  |
| * DFB-Pokal-Sieger R Klassenerhalt in der Relegation Europapokal-Qualifikation (79/80 durch UEFA-Cup-Gewinn) |       |       |        |

Wappen der Eintracht von 1977 bis 1999.

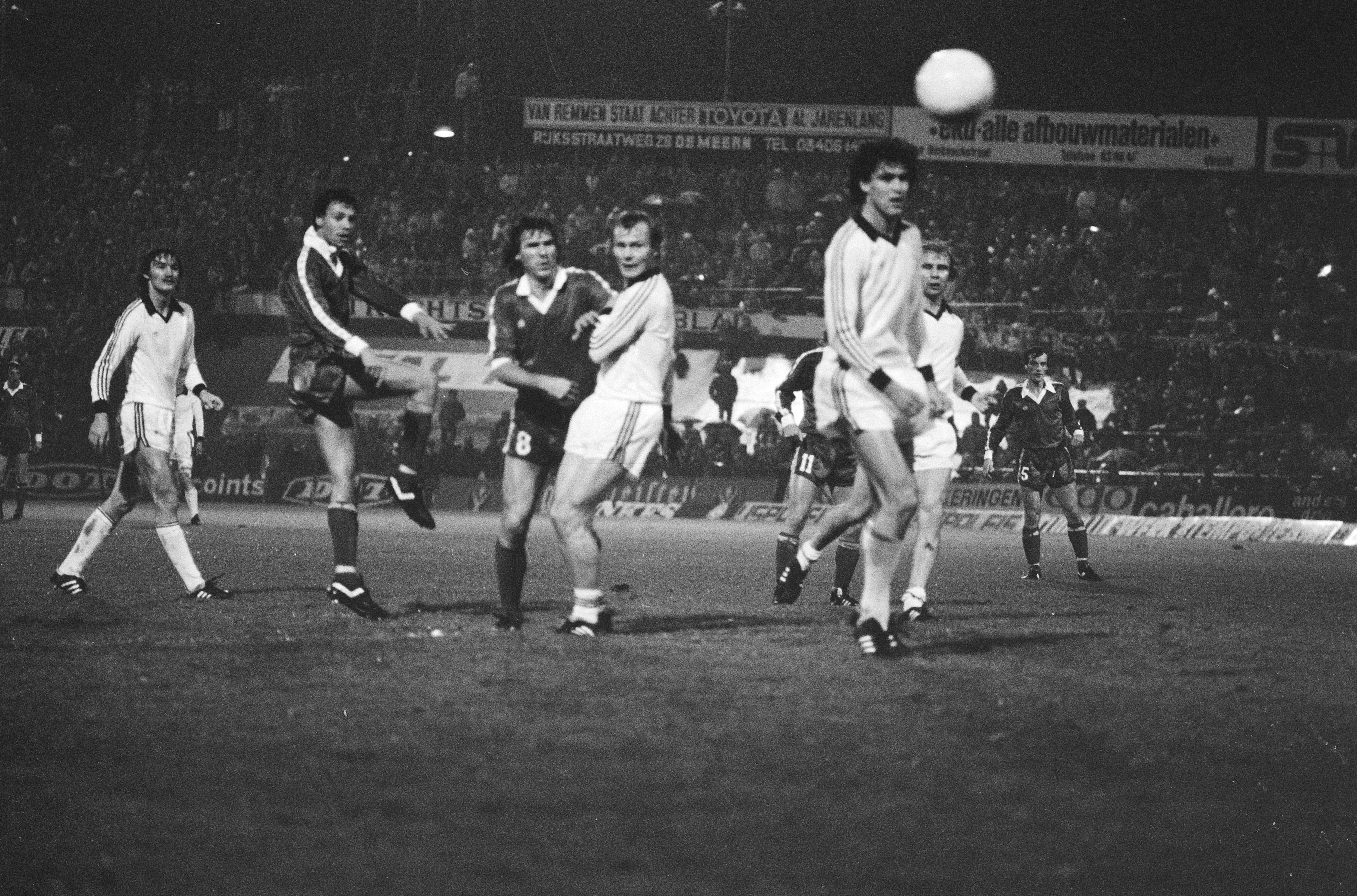
UEFA-Cup-Spiel beim FC Utrecht, Okt. 1980

Am 21. Mai 1980 errang Eintracht Frankfurt unter dem Trainer Friedel Rausch den UEFA-Pokal. Gegner im rein deutschen Finale war Borussia Mönchengladbach. Das Hinspiel gewannen die Gladbacher zwar mit 3:2, das Rückspiel im Waldstadion konnte jedoch die Eintracht mit dem 1:0 durch den kurz zuvor eingewechselten Fred Schaub gewinnen. Aufgrund der Auswärtstorregel war die Eintracht UEFA-Pokal-Sieger.
Ein Jahr später kam die Eintracht mit einem 3:1-Sieg gegen den 1. FC Kaiserslautern und im Jahr 1988 gegen den VfL Bochum (1:0) zum dritten und vierten Erfolg im DFB-Pokal. In der Liga hingegen dümpelte die Eintracht in den 1980er-Jahren meist im Mittelfeld und entging mehrmals nur knapp dem Abstieg. Geringe Zuschauerzahlen im Fußball und Missmanagement in der Eishockeyabteilung hatten der Eintracht große Verluste beschert. Als Glücksfall erwies sich, dass George Koskotas, der damalige Eigentümer von Olympiakos Piräus, bereit war, den damaligen Rekordbetrag von 18 Mio. DM als Ablöse für den Mittelfeldspieler Lajos Détári zu zahlen. Détári hatte in der vorherigen Saison mit 14 Pflichtspieltoren geglänzt. Während 8 Mio. DM an den ungarischen Fußballverband gingen, ist der Verbleib der Ablösesumme in Höhe von 10 Millionen Mark bei der Eintracht bis heute nicht vollständig geklärt. Trotzdem gelang es dem Verein, einen Großteil seiner Schulden zu begleichen. In der Saison 1988/89 stand die Eintracht nach einer katastrophalen Hinrunde mit nur acht erzielten Toren zur Winterpause abgeschlagen auf dem letzten Platz, konnte sich jedoch unter dem neuen Trainer Jörg Berger zum Saisonende auf Platz 16 retten und konnte die Relegation gegen den 1. FC Saarbrücken knapp für sich entscheiden. In der Saison darauf wurde die Eintracht überraschend Dritter und konnte außerdem mit dem Norweger Jørn Andersen zum ersten Mal den Torschützenkönig stellen. Andersen war der erste Ausländer, der diesen Titel gewinnen konnte. Der Aufschwung ist eng verbunden mit der Wahl von Bernd Hölzenbein zum Vizepräsidenten im November 1989, der parallel auch das vakante Amt des Managers ausfüllte und für die Zusammenstellung des Kaders und die Verpflichtung neuer Spieler verantwortlich war.
Wie bereits bei den 1954 und 1974 gewonnenen Weltmeisterschaften stellte die Eintracht auch beim Titelgewinn 1990 einen Nationalspieler: Uwe Bein. Ebenfalls im Aufgebot war Andreas Möller, der zur Saison 1990/91 zurück zur Eintracht wechselte.
In den folgenden Jahren schloss die Eintracht immer unter den besten fünf Mannschaften ab. Die Eintracht spielte in diesen Jahren den legendären „Fußball 2000“, zu dessen Vertretern Anthony Yeboah, Jay-Jay Okocha, Uwe Bein, Maurizio Gaudino und Andreas Möller zählten. In diesen Jahren gelangen der Eintracht jedoch auf internationaler Ebene keine Erfolge. Man konnte sich zwar regelmäßig für den UEFA-Cup qualifizieren, schied jedoch meist in den ersten Runden aus. In der Saison 1993/94 erreichte die Mannschaft unter Klaus Toppmöller das Viertelfinale des UEFA-Pokals, schied jedoch im Elfmeterschießen gegen den späteren Finalisten Austria Salzburg aus.
Das wohl tragischste Spiel der Vereinsgeschichte fand 1992 am letzten Spieltag der Saison 1991/92 beim FC Hansa Rostock statt, der durch einen Sieg noch die theoretische Chance auf den Klassenerhalt hatte. Die Eintracht verlor mit 1:2 im Ostseestadion, unter anderem, nachdem der Schiedsrichter Alfons Berg der Eintracht nach einem Foul im Strafraum an Ralf Weber den berechtigten Elfmeter verweigert hatte. Berg gestand zwar seinen Fehler später ein, Frankfurt verpasste jedoch die deutsche Meisterschaft; Meister wurde der VfB Stuttgart. Das Eintracht-Team der Saison 1991/92 gilt als die beste Frankfurter Mannschaft aller Zeiten. 1993/94 hatte die Eintracht zwischenzeitlich als Tabellenführer 5 Punkte Vorsprung auf den zweitplatzierten FC Bayern München. In der Rückrunde der Saison holte die Eintracht jedoch nur 14 Punkte und beendete die Saison auf dem 5. Platz.

### 1994–1996: Ende der ununterbrochenen Erstligazugehörigkeit
| Saison                       | Platz | Tore  | Punkte |  |
| ---------------------------- | ----- | ----- | ------ |  |
| 1994/95                      | 09.   | 41:49 | 33:35  |  |
| 1995/96                      | 17.   | 43:68 | 32     |  |
| Abstieg in die 2. Bundesliga |       |       |        |  |

Nach den turbulenten Ereignissen der Saison 1994/95, unter anderem mit der Suspendierung der Spieler Jay-Jay Okocha, Anthony Yeboah und Maurizio Gaudino durch den Trainer Jupp Heynckes, begann man die Saison 95/96 mit Charly Körbel als Trainer, der Heynckes bereits im April 1995 abgelöst hatte. Die Erwartungen an die Mannschaft waren groß, da mit Markus Schupp, Johnny Ekström und dem wiederaufgenommenen Maurizio Gaudino erhoffte Verstärkungen verpflichtet wurden. Aber schon vor Saisonbeginn unterlag Eintracht Frankfurt im Viertelfinale des UI-Cups beim französischen Erstligisten Girondins Bordeaux (unter anderem mit Bixente Lizarazu und Zinédine Zidane) deutlich mit 0:3. Die erste Runde im DFB-Pokal überstand die Eintracht mit viel Glück (2:1 n. V. in Saarbrücken), und nach dem 5. Spieltag belegte sie in der Bundesligatabelle den 5. Platz. Anschließend ging es bergab, obwohl schon im September nachgelegt wurde und der Stürmer Ivica Mornar von Hajduk Split kam. Das Pokalaus kam bereits in Runde zwei gegen 1860 München (1:5), die nächsten fünf Ligaspiele brachten nur noch einen Punkt aufs Konto und ein Abrutschen auf den 16. Tabellenplatz. Mit einem 4:1-Sieg gegen Bayern München schien die Krise überwunden. Bis zum Ende der Hinrunde rappelte sich die in der Abwehr um den im Dezember von den Queens Park Rangers geholten Ned Zelic verstärkte Eintracht auf und belegte Rang 10. Doch der Schein trog, sportlich lief nicht mehr viel. Vom 18. bis zum 29. Spieltag konnten die Adler gerade einmal einen Sieg verbuchen, die erhoffte Trendwende durch einen Trainerwechsel nach der 0:2-Heimpleite gegen Borussia Mönchengladbach – auf Charly Körbel folgte mit Dragoslav Stepanović ein alter Bekannter – blieb aus. Am Ende der Saison standen 32 Punkte und Tabellenplatz 17 zu Buche – die Eintracht war erstmals in ihrer Geschichte nicht mehr erstklassig. Der sportliche Niedergang fand auf Führungsebene sein Äquivalent: Dem Präsidenten Matthias Ohms wurde das Vertrauen entzogen, der Schatzmeister Erbs legte daraufhin ebenfalls sein Amt nieder. Ebenfalls 1996 nahm der Frankfurter Torhüter Andreas Köpke an der Europameisterschaft in England teil, bei der die deutsche Mannschaft den Titel holte.

### 1996–2002: Drohender Niedergang
| Saison                                                     | Platz | Tore  | Punkte | Kader |
| ---------------------------------------------------------- | ----- | ----- | ------ | ----- |
| 1996/97                                                    | 07.   | 43:46 | 48     |       |
| 1997/98                                                    | 01.   | 50:32 | 64     |       |
| 1998/99                                                    | 15.   | 44:54 | 37     | Kader |
| 1999/2000                                                  | 14.   | 42:44 | 39     | Kader |
| 2000/01                                                    | 17.   | 41:68 | 35     | Kader |
| 2001/02                                                    | 07.   | 52:44 | 54     |       |
| Aufstieg in die 1. Bundesliga Abstieg in die 2. Bundesliga |       |       |        |       |

Der 1999 wieder eingeführte „Traditionsadler“

Das erste Zweitligajahr verlief für die Eintracht enttäuschend. Zum Ende der Hinrunde war man auf dem Abstiegsrang 15, im Pokal gab es in der zweiten Runde eine deutliche 6:1-Niederlage beim Ligakonkurrenten SV Meppen. Nach einem Trainerwechsel von Stepanović zu Horst Ehrmantraut und einer befriedigenden Rückrunde landete Frankfurt am Ende auf dem siebten Tabellenplatz. In der Saison 97/98 stieg die Eintracht als Meister wieder in die Bundesliga auf. In der darauffolgenden Bundesliga-Saison hatte Eintracht Frankfurt insgesamt vier Trainer. Nach der Entlassung Ehrmantrauts im Dezember betreuten zunächst übergangsweise Co-Trainer Bernhard Lippert, danach Reinhold Fanz und schließlich Jörg Berger die Mannschaft. In einem bis zur letzten Minute spannenden Abstiegskampf schaffte es die Eintracht durch ein 5:1 am letzten Spieltag gegen den 1. FC Kaiserslautern in der Liga zu verbleiben. Dank eines entscheidenden Tores in der 89. Minute durch den norwegischen Publikumsliebling Jan Åge Fjørtoft rutschten die Frankfurter noch auf den 15. Tabellenplatz, der sich zuvor schon gesichert wähnende 1. FC Nürnberg musste absteigen.
Vor dem Hintergrund des 100-jährigen Vereinsjubiläums im März 1999 gab sich der Verein ein neues Vereinswappen. So löste der leicht veränderte, bereits seit Vereinsgründung verwendete rote „Traditionsadler“ den stilisierten schwarz-weißen Adler ab, den die Eintracht seit 1980 benutzt hatte. Im Rahmen finanzieller Schwierigkeiten wurde die Fußballabteilung der Eintracht ausgegliedert. Bernd Ehinger, damaliger Sprecher des Präsidiums, gründete die Aktiengesellschaft, die nun als „Eintracht Frankfurt Fußball AG“ am Spielbetrieb teilnimmt. Sie ist eine Tochtergesellschaft des Vereins „Eintracht Frankfurt“.
In der Saison 1999/2000 musste die Eintracht, der zwei Punkte abgezogen wurden, trotz vieler neu eingekaufter Spieler auf dem letzten Platz überwintern. Nach einem Trainerwechsel von Jörg Berger zu Felix Magath wurde die Eintracht überraschend zur drittstärksten Rückrundenmannschaft und sicherte sich durch einen 2:1-Erfolg gegen den direkten Konkurrenten SSV Ulm 1846 erneut den Klassenerhalt.
Am 19. August 2000 wurde auf Vorschlag des Verwaltungsrats Peter Fischer zum Präsidenten der Eintracht. Am 11. Dezember 2000 riefen engagierte Eintracht-Mitglieder die Fan- und Förderabteilung als 13. Abteilung von Eintracht Frankfurt ins Leben.
2001 hatte die Eintracht weniger Glück als in den beiden Vorjahren, als jeweils an den letzten Spieltagen der Saison der Klassenerhalt gesichert wurde, und stieg zum zweiten Mal in die zweite Liga ab. In die Saison startete die Eintracht gut (Platz fünf am 13. Spieltag), danach folgten jedoch sechs Niederlagen in Folge, die im Februar zur Entlassung von Trainer Felix Magath führten. Sportdirektor Rolf Dohmen trainierte die Mannschaft übergangsweise zehn Spieltage, bis Friedel Rausch neuer Trainer wurde. Von diesem trennte man sich jedoch wieder, nachdem die Eintracht abgestiegen war.
Im darauf folgenden Jahr stand die Zukunft der Fußballabteilung der Eintracht mehr als einmal einem ungewissen Schicksal gegenüber; nach dem Ausstieg des Investors Octagon und dem überraschenden Abspringen eines potentiellen Investors in letzter Minute klaffte im Etat der neuen Saison ein 8-Millionen-Loch. Nur durch das Zustandekommen eines Sponsorenpools um Gesellschaften im städtischen (Teil-)Besitz (RMV, Fraport, Mainova, Messe Frankfurt) gelang es unter dem Vorsitzenden des Aufsichtsrates Volker Sparmann, die fehlenden Millionen aufzutreiben. Durch einen Fehler in den Lizenzunterlagen wurde die Lizenz der Eintracht allerdings nicht fristgerecht erteilt. Die sportlich bereits abgestiegene SpVgg Unterhaching legte bei der DFL Beschwerde ein und versuchte als 15. der abgelaufenen Zweitliga-Saison durch den aus dem Lizenzentzug resultierenden Zwangsabstieg der Eintracht auf den rettenden 14. Platz zu rutschen. Am 17. Juli 2002 wurde die Klage abgewiesen und der Abstieg in die Amateurklassen vermieden. In der Liga verfehlte die Eintracht als Siebter den Wiederaufstieg in die erste Liga.

### 2002–2016: Die „Ära Bruchhagen“
| Saison | Platz | Tore  | Punkte | Kader |
| --- | ----- | ----- | ------ | ----- |
| 2002/03 | 03.   | 59:33 | 62     |       |
| 2003/04 | 16.   | 36:53 | 32     |       |
| 2004/05 | 03.   | 65:39 | 61     |       |
| 2005/06 | 14.   | 42:51 | 36     |       |
| 2006/07 | 14.   | 46:58 | 40     |       |
| 2007/08 | 09.   | 43:50 | 46     |       |
| 2008/09 | 13.   | 39:60 | 33     |       |
| 2009/10 | 10.   | 47:54 | 46     |       |
| 2010/11 | 17.   | 31:49 | 34     |       |
| 2011/12 | 02.   | 76:33 | 68     |       |
| 2012/13 | 06.   | 49:46 | 51     |       |
| 2013/14 | 13.   | 40:57 | 36     |       |
| 2014/15 | 09.   | 56:62 | 43     | Kader |
| 2015/16 | 16. R | 34:52 | 36     | Kader |
| R Klassenerhalt in der Relegation Aufstieg in die 1. Bundesliga Abstieg in die 2. Bundesliga Europapokal-Qualifikation (05/06 als DFB-Pokal-Vize) |       |       |        |       |

Volker Sparmann wechselte aus dem Aufsichtsrat in den Vorstand und übernahm den Vorsitz. Wegen der lange Zeit ungewissen Ligazugehörigkeit der Eintracht wurden zu Beginn der Saison 2002/03 erst kurzfristig neue Spieler verpflichtet. Trotz der vermeintlich schwächeren Spieler gelang mit dem neuen Trainer Willi Reimann zum zweiten Mal der Aufstieg in die Bundesliga. Lediglich an acht Spieltagen stand Frankfurt nicht auf einem Aufstiegsplatz; in der Hinrunde wurde man Zweiter. Zum Saisonende wurde der Aufstieg jedoch noch einmal gefährdet, als man am 31. Spieltag in Mainz verlor und auf Platz 5 abrutschte. Am letzten Spieltag gelang es der Eintracht, durch zwei entscheidende Tore in der Nachspielzeit beim mittlerweile legendären 6:3 gegen den SSV Reutlingen 05 als Dritter vor dem punktgleichen 1. FSV Mainz 05 in die Bundesliga aufzusteigen. Im Pokal besiegte Frankfurt Rot-Weiß Erfurt (3:2 n. V.) und unterlag daraufhin Hansa Rostock 0:1.
In der folgenden Saison 2003/04 spielte Eintracht Frankfurt von Beginn an gegen den Abstieg. Im Pokal kam es zum ersten Pflichtspiel der SGE gegen Kickers Offenbach seit deren Bundesliga-Abstieg 1984. Frankfurt gewann am Bieberer Berg mit 4:3 nach Elfmeterschießen (1:1 n. V.); in der zweiten Runde war dann aber gegen den MSV Duisburg Schluss. In der Bundesliga-Hinrunde konnte die Eintracht nur dreimal gewinnen und wurde Letzter. Nachdem im August 2003 Peter Schuster als neuer Vorstandsvorsitzender schon nach 6 Wochen aus dem Amt hatte ausscheiden müssen, agierte Heiko Beeck, der aus dem Aufsichtsrat in den Vorstand gewechselt war, interimistisch als Vorstandssprecher, bis am 1. Dezember 2003 Heribert Bruchhagen das Amt des Vorstandsvorsitzenden antrat; der neue Vorstand konnte jedoch die von seinen Vorgängern getroffenen Entscheidungen nur noch abmildern. In der Winterpause kam es zu einigen sinnvollen Transfers, die jedoch nur kurzfristige Erfolge brachten (drei Siege und zwei Unentschieden zu Beginn der Rückrunde). Am 20. März 2004 kam es während des Spiels in Dortmund (0:2) zu einer Handgreiflichkeit von Trainer Willi Reimann gegen den Vierten Offiziellen Thorsten Schriever, die in eine Sperre von fünf Spielen und eine Geldstrafe von 25.000 € gegen Reimann endete. In der Rückrunde wurde die Eintracht Zwölfter, der 16. Tabellenplatz und somit der dritte Abstieg der Vereinsgeschichte konnte jedoch nicht mehr verhindert werden. Dies führte zur Entlassung von Reimann als Trainer.
Zur Saison 2004/05 wurde Friedhelm Funkel neuer Trainer des Zweitligisten. Die Eintracht startete ohne spektakuläre Transfers und mit einem inzwischen wieder aufgegebenen Konzept (günstige und integrationsfähige Spieler, Ausleihgeschäfte junger Talente zum Teil aus der Region) in die neue Saison. Nach einem schlechten Start (Platz 14 am 11. Spieltag) rückte der Verein zur Winterpause auf Platz 5 vor und schaffte als beste Rückrundenmannschaft am 34. Spieltag als Dritter den dritten Aufstieg in die erste Liga durch einen 3:0-Erfolg gegen Wacker Burghausen. Im Pokal erreichte die Eintracht nach Siegen gegen den FC Rot-Weiß Erfurt und die SpVgg Greuther Fürth das Achtelfinale und verlor dort gegen den späteren Finalisten FC Schalke 04 0:2.

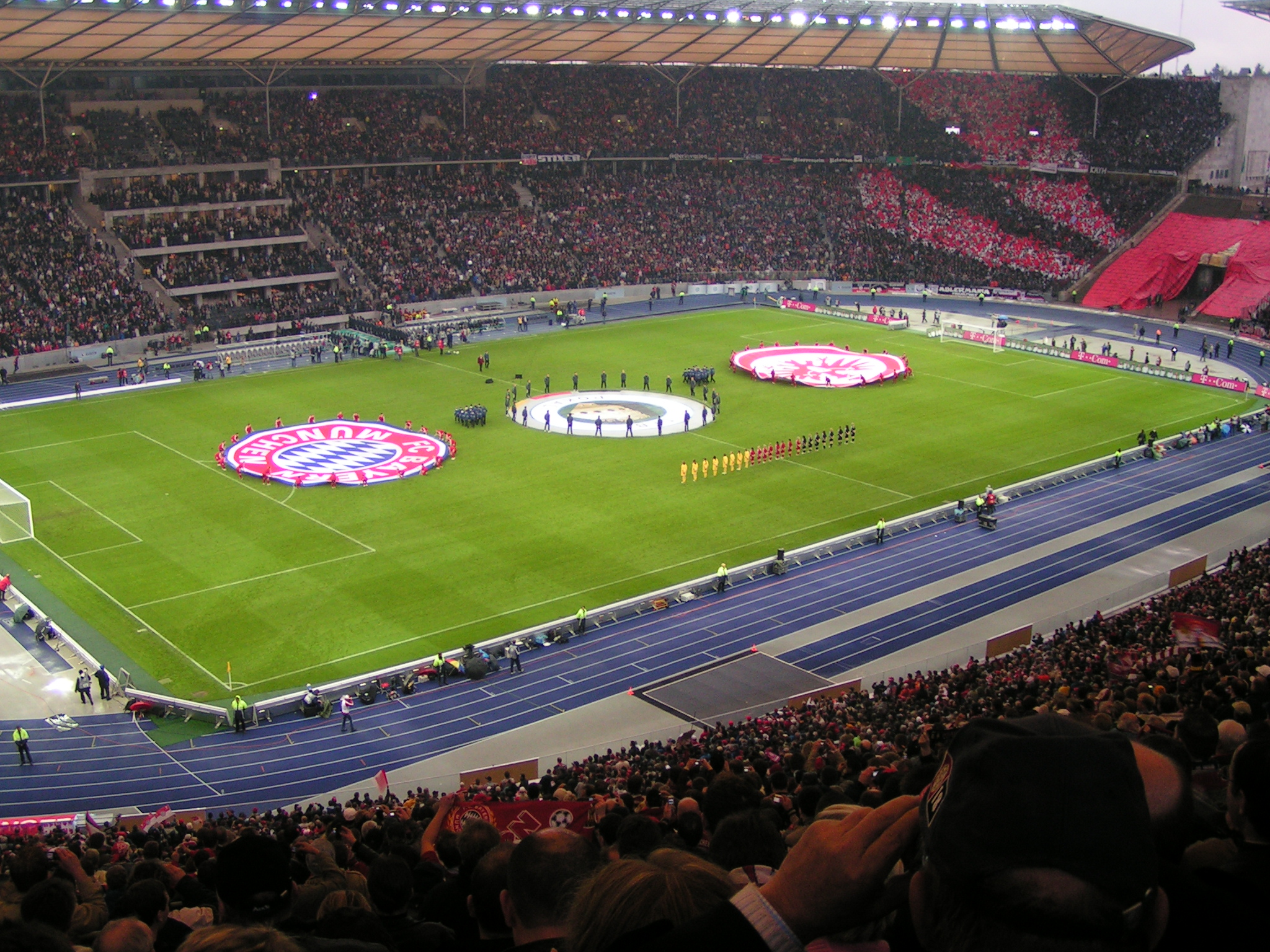
Festlicher Auftakt des DFB-Pokalfinals 2006 im Berliner Olympiastadion

Im ersten Bundesliga-Jahr legte Frankfurt in der Saison 2005/06 mit jungen Spielern eine überraschend gute Hinrunde hin (Platz 10 und 21 Punkte) und sicherte sich trotz der zweitschlechtesten Rückrunde (15 Punkte) am 33. Spieltag den Klassenerhalt. Am Ende schloss sie die Saison mit 36 Punkten auf dem 14. Tabellenplatz ab. Im DFB-Pokal zog die Eintracht nach Siegen gegen Rot-Weiß Oberhausen (2:1), den FC Schalke 04 (6:0), den 1. FC Nürnberg (5:2 n. E.), den TSV 1860 München (3:1) und Arminia Bielefeld (1:0) ins Pokalfinale ein. Dort unterlag Frankfurt am 29. April 2006 in Berlin dem FC Bayern München 0:1. Da dieser als deutscher Meister für die Champions League qualifiziert war, spielte die SGE erstmals seit 1994 wieder im UEFA-Pokal.
In der Saison 2006/07 legte die Eintracht einen guten Start hin. Im UEFA-Pokal konnte man zunächst souverän Brøndby IF besiegen. In der Gruppenphase schied die SGE mit drei Unentschieden und einer Niederlage gegen Newcastle United (0:0), Celta Vigo (1:1), Fenerbahçe Istanbul (2:2) und US Palermo (1:2) aus. Im DFB-Pokal wurden Sportfreunde Siegen (2:0), Rot-Weiss Essen (2:1), der 1. FC Köln (3:1 n. V.) und der Lokalrivale Kickers Offenbach (3:0) ausgeschaltet, ehe ein 0:4 im Halbfinale beim 1. FC Nürnberg den erneuten Finaleinzug verhinderte. In der Bundesliga startete Frankfurt mit einem Sieg und sieben Remis in die neue Saison. Zum Ende der Hinrunde stand die Eintracht mit 20 Punkten wie im letzten Jahr auf dem zehnten Tabellenplatz. Die Rückrunde, die von unnötigen Punktverlusten durch viele Gegentore in den letzten Minuten gekennzeichnet war, begann zunächst mit sechs sieglosen Spielen und dem Absturz auf die Abstiegsplätze. Eine Entlassung von Trainer Funkel, die unter anderem der hessische FDP-Vorsitzende Jörg-Uwe Hahn forderte, lehnte Vorstandschef Bruchhagen jedoch ab. Nach Siegen gegen Alemannia Aachen (4:0) und Werder Bremen (2:1) am 32. und 33. Spieltag konnte jedoch wie in der Vorsaison der Klassenerhalt frühzeitig gesichert werden. Am Ende stand die Eintracht mit 40 Punkten auf Platz 14. Zuhause und auswärts konnten jeweils 20 Punkte gesammelt werden.
In der Saison 2007/08 besiegte die SGE im DFB-Pokal-Wettbewerb den 1. FC Union Berlin (4:1), schied aber in der zweiten Runde beim späteren Finalisten Borussia Dortmund (1:2) aus. In der Liga begann die Eintracht stark (vier Siege und zwei Niederlagen in den ersten neun Spielen), dann allerdings folgte eine deutliche 1:5-Niederlage beim 1. FC Nürnberg und eine Serie von sieben sieglosen Spielen in Folge. Die Hinrunde wurde schließlich mit 23 Punkten auf dem neunten Rang beendet. In der Winterpause verstärkte sich Frankfurt u. a. mit Caio (4 Mio. € Ablöse) und Martin Fenin (3,5 Mio. €), zwei der drei teuersten Einkäufe der Vereinsgeschichte. Zu Beginn der Rückrunde holte Eintracht Frankfurt 19 Punkte aus den ersten neun Spielen. Die Frankfurter standen dadurch am 26. Spieltag auf dem siebten Platz, drei Punkte hinter den Champions-League-Plätzen. Aus den verbliebenen acht Spielen konnten jedoch nur noch vier Punkte geholt werden. Der Verein beendete die Saison auf dem neunten Rang, der besten Platzierung seit 1995, mit 46 Punkten, davon 28 im eigenen und 18 in fremden Stadien.
In der darauffolgenden Saison 2008/09 konnte das Saisonziel, mehr als die 46 Punkte des Vorjahres zu holen, nicht erreicht werden. Im Pokal schied die Eintracht in der zweiten Runde zu Hause gegen Hansa Rostock (1:2 n. V.) aus. Die Liga begann mit sieben sieglosen Spielen in Folge, was zu erheblicher Kritik seitens der Fans an Trainer Friedhelm Funkel führte. Durch drei Siege in den nächsten vier Spielen erreichte die Eintracht jedoch wieder das Mittelfeld und schloss die Hinrunde mit 19 Punkten auf Rang 12 ab. In der Rückrunde enttäuschte Frankfurt oft und gewann nur 3 Spiele. Dies war die zweitschlechteste Rückrunde aller Bundesligavereine mit nur 14 Punkten. Die Folge war, dass die Eintracht und Funkel eine Trennung zum Saisonende vor dem letzten Spieltag bekanntgaben. Die Saison wurde letztlich mit 33 Punkten auf dem 13. Tabellenplatz beendet. Trotz der enttäuschenden Leistung war dies die zweitbeste Platzierung seit 1995. Während der gesamten Saison gab es keinen einzigen Sieg gegen eine Mannschaft aus den beiden oberen Tabellendritteln.
Am 5. Juni 2009 wurde Michael Skibbe als neuer Trainer für die Saison 2009/10 vorgestellt. Im DFB-Pokal schied Frankfurt nach Siegen gegen den Lokalrivalen Kickers Offenbach und Alemannia Aachen im Achtelfinale gegen den FC Bayern München mit 0:4 aus. In die Liga startete die SGE gut und blieb bis zum 7. Spieltag ungeschlagen, am Jahresende hatte die Eintracht 24 Punkte und belegte Rang 10. Nach Punkten bedeutete dies die beste Hinrundenbilanz seit 1993/94. Auch in der Rückrunde war die Mannschaft erfolgreich und lange im Kampf um die Europapokalplätze beteiligt. Durch eine Schwächephase vor Saisonende (nur zwei Punkte aus den letzten fünf Saisonspielen) beendete die Eintracht die Saison jedoch wie zur Winterpause auf dem zehnten Tabellenplatz mit 46 Punkten.
Nach einem schwachen Saisonstart 2010/11, als in den ersten fünf Spielen nur drei Punkte gewonnen werden konnten, befand sich die Eintracht auf einem Abstiegsplatz. Da die folgenden Spiele jedoch erfolgreicher verliefen, belegte die Mannschaft nach einem zwischenzeitlichen vierten Platz zum Ende der Hinrunde mit 26 Punkten Platz sieben und hatte zudem in Theofanis Gekas (14 Saisontore) den zur Winterpause erfolgreichsten Stürmer der Liga in ihren Reihen. Trotz der guten Ausgangslage begann in der Rückrunde eine nicht für möglich gehaltene Talfahrt. In den ersten acht Spielen nach der Winterpause gelang es der Mannschaft nicht, ein Tor zu erzielen, und blieb insgesamt zehn Spiele sieglos. Am 22. März 2011 gab Eintracht Frankfurt die Trennung von Michael Skibbe bekannt. Zum Nachfolger wurde Christoph Daum bestimmt. Mit einem neuen Negativrekord von nur acht Punkten in der Rückrunde stieg die Eintracht nach der Saison in die 2. Bundesliga ab. „Die Rückrunde der Schande“, wie sie Peter Fischer betitelte, brannte sich bei den Anhängern tief ins Gedächtnis ein. Am 16. Mai 2011 erklärte Daum zwei Tage nach dem Abstieg, dass er für die Saison 2011/12 für die Eintracht nicht mehr zur Verfügung stehe.
Am 31. Mai 2011 wurde Armin Veh als Trainer für die Saison 2011/12 vorgestellt. Die Zweitligasaison verlief insgesamt erfolgreich, und bereits zwei Spieltage vor Saisonende, am 23. April 2012, gelang mit einem 3:0 bei Alemannia Aachen der direkte Wiederaufstieg in die Bundesliga. Außerdem wurde Alex Meier mit 17 Toren Torschützenkönig der Saison (gemeinsam mit Olivier Occéan von der SpVgg Greuther Fürth und Nick Proschwitz vom SC Paderborn 07).
Der Einstieg in die neue Bundesliga-Spielzeit 2012/13 gelang glänzend. Mit vier Siegen aus den ersten vier Partien stellte man neben einer neuen Vereinsbestmarke auch einen Bundesligarekord auf: Noch nie zuvor gelangen einem Aufsteiger vier Erfolge zum Beginn einer Saison. Am 10. November 2012 wurde mit Sebastian Jung erstmals seit 13 Jahren – damals Horst Heldt – wieder ein Spieler der Frankfurter Eintracht für die deutsche Nationalelf nominiert, als dieser von Joachim Löw für das Freundschaftsspiel am 14. November 2012 in Amsterdam gegen die Niederlande aufgeboten, allerdings nicht eingesetzt wurde. Die Hinrunde beendete die Eintracht auf dem vierten Tabellenplatz. Am Ende der Saison stand die Frankfurter Eintracht auf Platz 6 (51 Punkte) und qualifizierte sich dadurch erstmals seit 2006 wieder für einen internationalen Wettbewerb, die Europa League.
In der Saison 2013/14 setzte sich die Mannschaft in der Europa League nach erfolgreicher Qualifikation (2:0 und 2:1 gegen Qarabağ Ağdam) in der Gruppenphase mit fünf Siegen souverän durch, schied aber in der ersten K.o.-Runde („Sechzehntelfinale“) gegen den favorisierten FC Porto nach zwei Unentschieden aufgrund der Auswärtstorregel aus dem Wettbewerb aus (2:2 in Porto und 3:3 in Frankfurt). In der Bundesliga standen in der gesamten Hinrunde nur drei Siege zu Buche, sodass die Frankfurter nahe der Abstiegszone auf dem 15. Tabellenplatz überwintern mussten. Die Rückrunde lief etwas besser und eine 1:3-Niederlage des Hamburger SV beim FC Augsburg sicherte der Eintracht schließlich am 32. Spieltag den Klassenerhalt (am Ende Platz 13 mit 36 Punkten). Im DFB-Pokal konnte die Mannschaft bis ins Viertelfinale vorstoßen, wo sie mit 0:1 an Borussia Dortmund scheiterte.
Nachdem Armin Veh Anfang März 2014 erklärt hatte, seinen Vertrag nicht zu verlängern, gab der Verein am 21. Mai bekannt, dass Thomas Schaaf zum Juli 2014 neuer Trainer wird. Im Verlauf der Hinrunde der Saison 2014/15 steigerte und stabilisierte sich die Eintracht vor allem gegen Ende und belegte zur Winterpause mit 23 Punkten den 9. Tabellenplatz, den sie auch am Ende der Saison belegte (43 Punkte). Alex Meier gewann in dieser Spielzeit mit 19 Treffern die Torjägerkanone. Im DFB-Pokal kam die Eintracht allerdings nicht über die zweite Runde (1:2 zuhause gegen Borussia Mönchengladbach) hinaus. Am 26. Mai 2015, drei Tage nach Saisonende, wurde der Vertrag mit Thomas Schaaf, der eigentlich noch bis zum Sommer 2016 laufen sollte, auf dessen Wunsch hin aufgelöst.
Als Nachfolger Schaafs wurde zur Saison 2015/16 erneut Armin Veh verpflichtet. Die Hinrunde verlief relativ durchwachsen. Höhepunkte waren die Kantersiege gegen Stuttgart (4:1) und Köln (6:2) sowie das 0:0 gegen den FC Bayern (mit Ausnahme der Niederlage gegen Borussia Mönchengladbach der einzige Punktverlust der Bayern in der Hinrunde). Aus dem DFB-Pokal schied die Eintracht erneut bereits in der 2. Runde aus (0:1 in Aue). Nach sieben sieglosen Spielen und mit der Mannschaft auf dem Relegationsplatz stehend wurde Veh am 6. März 2016 vom Verein freigestellt. Am 8. März 2016 wurde Niko Kovač neuer Cheftrainer. Dieser Wechsel hatte zwar keinen unmittelbaren Effekt, jedoch konnte man sich schließlich nach drei Siegen in den letzten vier Ligaspielen (u. a. ein 1:0 gegen Borussia Dortmund) – bei nur fünf Siegen in der gesamten Rückrunde – als Tabellensechzehnter (36 Punkte) in der Relegation gegen den 1. FC Nürnberg mit 1:1 und 1:0 durchsetzen und so den Klassenerhalt sichern.

### Seit 2016: Vom DFB-Pokalsieg zum Gewinn der Europa League und dem Erreichen der Champions League über die Liga
| Saison                                                                | Platz  | Tore  | Punkte | Kader |
| --------------------------------------------------------------------- | ------ | ----- | ------ | ----- |
| 2016/17                                                               | 11.    | 36:43 | 42     | Kader |
| 2017/18                                                               | 08. *  | 45:45 | 49     | Kader |
| 2018/19                                                               | 07.    | 60:48 | 54     | Kader |
| 2019/20                                                               | 09.    | 59:60 | 45     | Kader |
| 2020/21                                                               | 05.    | 69:53 | 60     | Kader |
| 2021/22                                                               | 11. ** | 45:49 | 42     | Kader |
| 2022/23                                                               | 07.    | 58:52 | 50     | Kader |
| 2023/24                                                               | 06.    | 51:50 | 47     | Kader |
| 2024/25                                                               | 03.    | 68:46 | 60     | Kader |
| Europapokal-Qualifikation * DFB-Pokal-Sieger; ** Europa-League-Sieger |        |       |        |       |

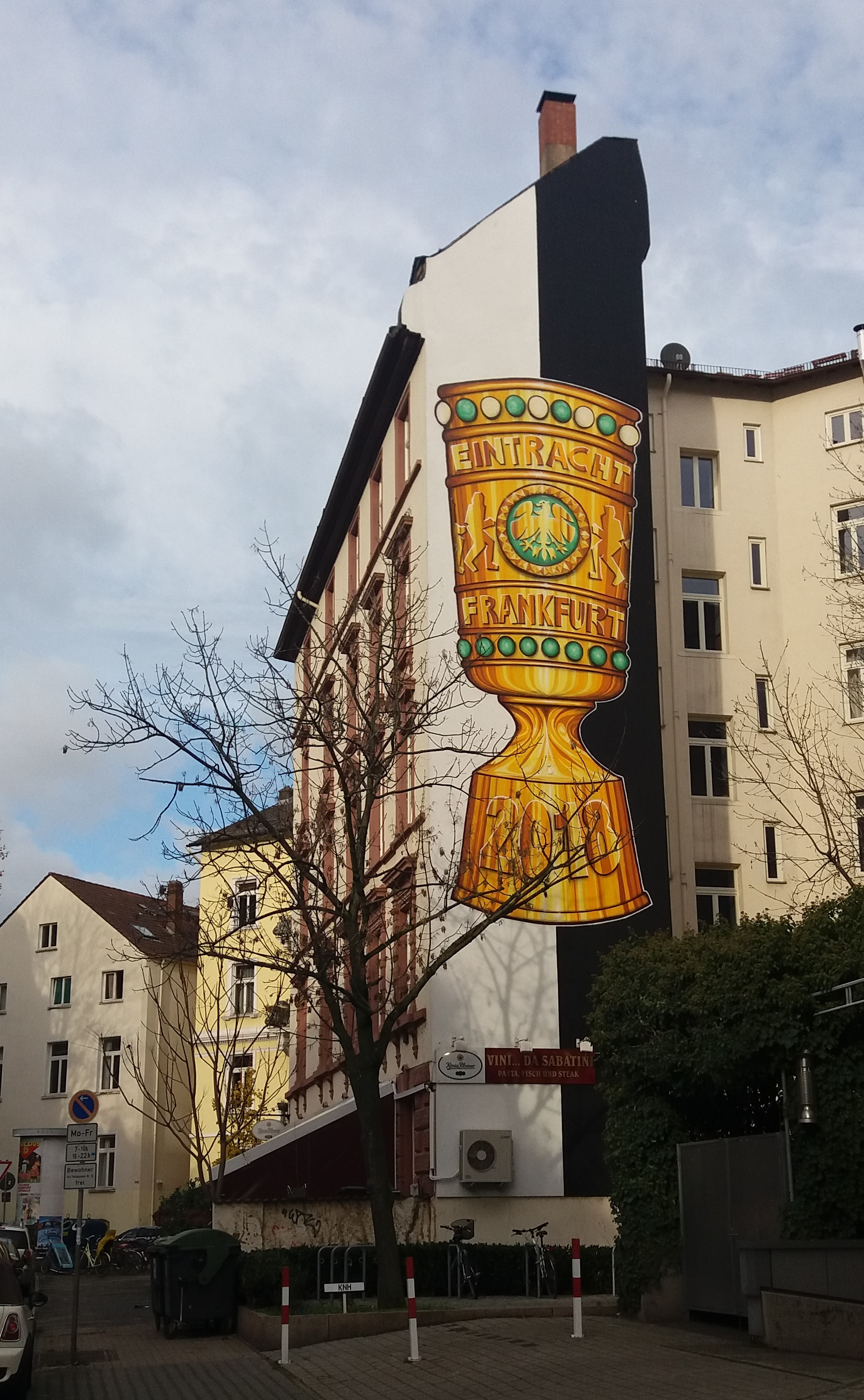
Wandgemälde in Frankfurt, Grüneburgweg 81, zur Erinnerung an den Pokalsieg 2018

Im Juli 2016 endete auch die „Ära Bruchhagen“. Sein Quasi-Nachfolger als „Vorstand Sport“ (den Posten des Vorstandsvorsitzenden, wie ihn Bruchhagen innehatte, gibt es nach dessen Ausscheiden nicht mehr) wurde der ehemalige Bundesliga-Profi und deutsche Nationalspieler Fredi Bobic.
Nach dem erreichten Klassenerhalt in der Relegation wurde der Kader zu Beginn der Saison 2016/17 mit zahlreichen Reservespielern und Talenten europäischer Topclubs verstärkt (u. a. dem jamaikanischen Nationalspieler Michael Hector vom FC Chelsea, Guillermo Varela von Manchester United und Jesús Vallejo von Real Madrid), die allerdings nur für ein Jahr auf Leihbasis verpflichtet wurden. Nach holprigem Saisonauftakt mit einem 4:3 nach Elfmeterschießen (1:1 nach Verlängerung) beim 1. FC Magdeburg in der ersten Runde des DFB-Pokals spielte die Mannschaft eine sehr gute Bundesliga-Hinserie mit Siegen u. a. gegen Schalke, Leverkusen und Dortmund. Mit Position 3 am 19. Spieltag erreichte sie die beste Platzierung der Spielzeit. Danach konnte sie bis zum letzten Spieltag nur noch zwei Ligaspiele gewinnen, kassierte 10 Niederlagen, davon 7 ohne selbst ein Tor erzielt zu haben, und beendete die Ligasaison auf Platz 11 (42 Punkte). Durch Siege gegen Ingolstadt (4:1 n. E. noch in der Hinrunde), in Hannover (2:1), gegen Bielefeld (1:0) und in Mönchengladbach (8:7 n. E.) gelang der Mannschaft immerhin der Einzug ins Endspiel um den DFB-Pokal, das sie aber gegen Borussia Dortmund mit 1:2 verlor. Ein emotionaler Höhepunkt der Frankfurter Pokalsaison war die Einwechslung von Marco Russ in der 2. Halbzeit der Partie gegen Bielefeld. Russ hatte wegen einer Krebstherapie in der ersten Saisonhälfte pausieren müssen.
In der Saison 2017/18 konnte die Gesamtleistung trotz erheblicher Veränderungen im Stammkader – mit der Verpflichtung von Kevin-Prince Boateng tätigte die Eintracht einen der aufsehenerregendsten Sommertransfers der Bundesliga – noch gesteigert werden. So wurde aufgrund einer Niederlagenserie zum Saisonende zwar noch die direkte Qualifikation für die Europa League verspielt (8. Tabellenplatz mit 49 Punkten), aber durch meist ungefährdete Siege gegen Erndtebrück (3:0), Schweinfurt (4:0), Heidenheim (2:1 n. V.), Mainz 05 (3:0) und ein umstrittenes 1:0 auf Schalke erreichte das Team erneut das Endspiel um den DFB-Pokal. Am 19. Mai 2018 besiegte die Mannschaft den hochfavorisierten FC Bayern München mit 3:1 und gewann mit dem DFB-Pokal den ersten Titel seit 30 Jahren. Dabei kam es in der Nachspielzeit beim Stand von 2:1 zu einer umstrittenen Entscheidung. Beim Versuch, den Ball zu klären, berührte Boateng den Bayern-Spieler Martínez im Strafraum. Nach Sichtung der Videobilder entschied der Schiedsrichter nicht auf Elfmeter. Für Niko Kovač war es das letzte Spiel als Eintracht-Trainer, nachdem bereits am 13. April bekannt geworden war, dass er zur nächsten Saison zum FC Bayern wechseln werde.
Zur Saison 2018/19 trat der Österreicher Adi Hütter die Nachfolge von Kovač an. Zudem verließen mit Lukáš Hrádecký sowie Marius Wolf zwei Stützen die Eintracht, auch wurde der Vertrag des langjährigen und als „Fußballgott“ gefeierten Stürmers Alex Meier nicht verlängert. Neuzugänge waren unter anderem der dänische Nationaltorhüter Frederik Rønnow, der als Nachfolger von Hrádecký verpflichtet wurde, und Filip Kostić. Unter Adi Hütter verlor die Eintracht das Spiel um den DFL-Supercup gegen den FC Bayern am 12. August 2018 mit 0:5 und schied eine Woche später in der 1. Hauptrunde des DFB-Pokals gegen den Viertligisten SSV Ulm 1846 aus (1:2). Anschließend legte die Mannschaft von September bis November 2018 eine Serie von elf ungeschlagenen Pflichtspielen in Serie hin und gewann darüber hinaus als erste deutsche Mannschaft überhaupt alle sechs Gruppenspiele in der Europa League. In der K.o.-Runde drang die Eintracht über die Stationen Schachtar Donezk, Inter Mailand und Benfica Lissabon bis ins Halbfinale vor, in dessen Rückspiel sie sich im Elfmeterschießen dem FC Chelsea geschlagen geben musste. Am Ende der Saison belegte Eintracht Frankfurt in der Bundesliga mit 54 Punkten den 7. Tabellenplatz und erreichte damit die Europa-League-Qualifikationsrunde.

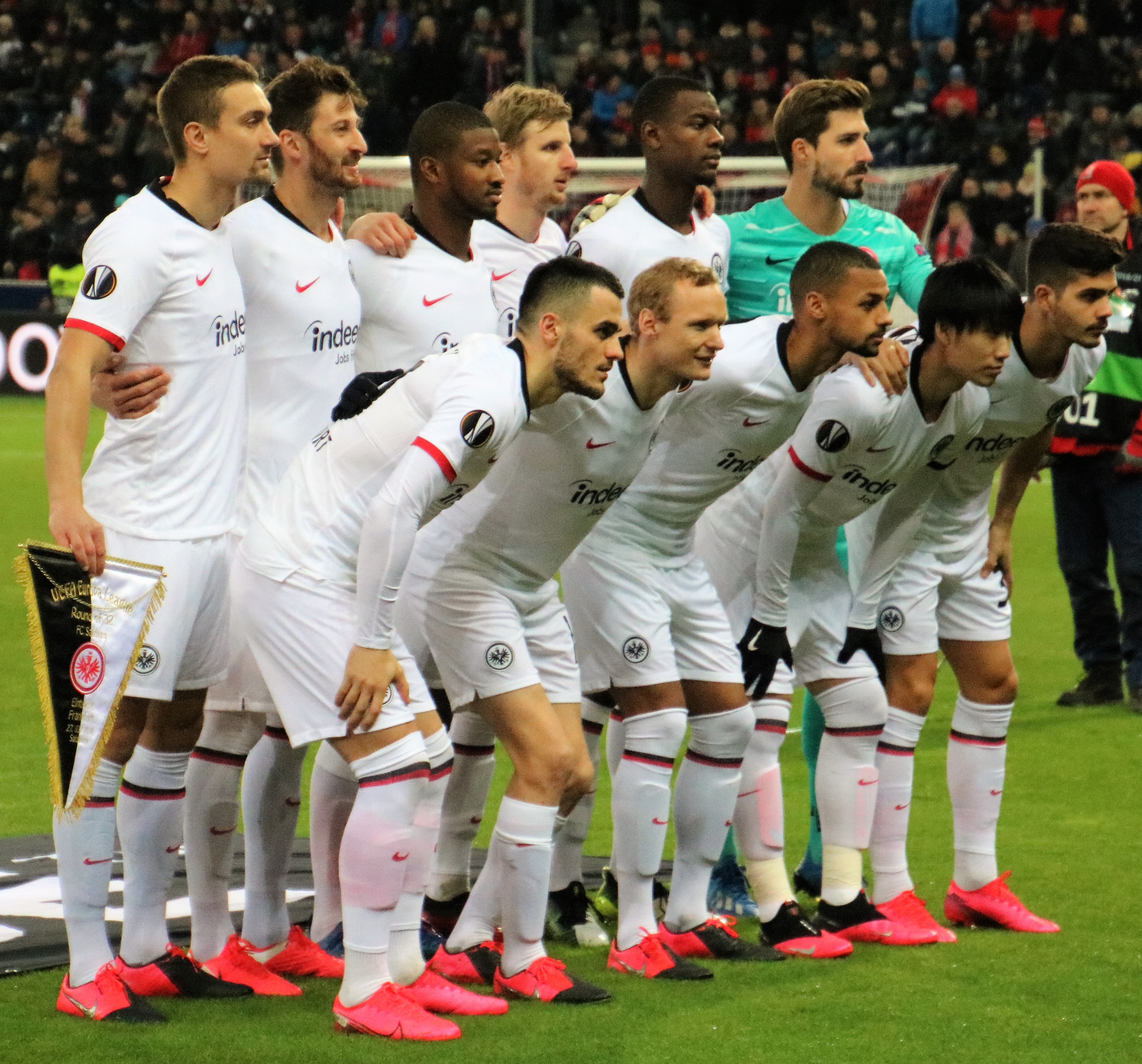
Frankfurter Mannschaft vor einem Europa-League-Spiel gegen den FC Salzburg am 28. Februar 2020

Zur Saison 2019/20 verließen mit Luka Jović (Real Madrid) und Sébastien Haller (West Ham United) zwei Leistungsträger den Klub, wobei die Frankfurter Eintracht hierfür Ablösesummen von insgesamt rund 100 Millionen Euro kassierte. Zugleich konnten mit den Leihspielern Martin Hinteregger, Kevin Trapp und Sebastian Rode drei Leistungsträger aus der Vorsaison fest verpflichtet werden, dazu wurde kurz vor Ende der Transferperiode der portugiesische Nationalspieler André Silva von der AC Mailand ausgeliehen, woraufhin im Gegenzug mit Ante Rebić der dritte Spieler aus der sogenannten „Büffelherde“ den umgekehrten Weg nach Mailand nahm. Im Frühsommer 2020 war auch die Eintracht von der COVID-19-Pandemie betroffen und musste ab März 2020 pausieren. Erst am 16. Mai wurde die Saison mit dem Heimspiel gegen Borussia Mönchengladbach als Geisterspiel fortgesetzt. Die Begegnungen fanden bis zum Saisonende unter strengen Auflagen vor nur wenigen Personen statt, die sich ausschließlich aus Offiziellen, Betreuern, Ersatzspielern, Journalisten und Ordnern zusammensetzten. Zudem war es übergangsweise ab sofort erlaubt, fünf Spieler auszutauschen, wobei dies in nur drei Unterbrechungen geschehen durfte. Zu Ende der Bundesligaspielzeit belegten die Frankfurter mit 45 Punkten den 9. Tabellenplatz. Im DFB-Pokal erreichte die Mannschaft das Halbfinale und scheiterte dort auswärts am FC Bayern München (1:2). In der Europa League drang die Eintracht unter anderem nach einem 2:1-Auswärtssieg beim FC Arsenal mit 9 Punkten als Gruppenzweiter in die Runde der letzten 32 vor und setzte sich dort gegen den FC Salzburg durch (4:1 und 2:2). Im Achtelfinale schied die Mannschaft mit zwei Niederlagen gegen den FC Basel aus (0:3 und 0:1). Zum Saisonende beendeten Gelson Fernandes und Marco Russ ihre Spielerkarriere.
Vor der Spielzeit 2020/21 wurde der Vertrag mit Cheftrainer Adi Hütter sowie seinen beiden Co-Trainern vorzeitig um zwei Jahre bis 2023 verlängert. Mijat Gaćinović wurde im Tausch mit Steven Zuber an Hoffenheim abgegeben, zudem kehrten Aymen Barkok und Tuta von ihren Leihvereinen zurück. Als wohl wichtigster Sommertransfer entpuppte sich Amin Younes, der für zwei Jahre mit anschließender Kaufoption von der SSC Neapel verpflichtet wurde. Die Eintracht spielte zunächst mit ihrer gewohnten Dreierkette und fungierte in Person von Daichi Kamada mit einem offensiven Mittelfeldspieler sowie mit André Silva und Bas Dost mit zwei Mittelstürmern. In der Hinrunde kamen die Frankfurter in vielen knappen Spielen nicht über ein Unentschieden hinaus und gewannen bis zum 12. Bundesligaspieltag lediglich zwei Partien. Im Dezember 2020 stellte Hütter das System auf zwei offensive Mittelfeldspieler um und vertraute Amin Younes als Stammspieler. Frankfurt startete anschließend eine Serie von 11 Ligaspielen ohne Niederlage, in der das Team mit Bayer 04 Leverkusen und dem FC Bayern München auch Teams aus dem oberen Tabellendrittel besiegte und sich als zwischenzeitlich beste Rückrundenmannschaft selbst auf einem Champions-League-Platz festsetzte. Im Wintertransferfenster wurde Bas Dost abgegeben, dafür kehrte Luka Jović bis Saisonende leihweise an den Main zurück. Zudem beendete der langjährige Kapitän David Abraham seine Karriere, ein neuer Kapitän wurde zunächst nicht bestimmt. Nach 3 Niederlagen in den letzten 6 Saisonspielen gab die Eintracht ihren 7-Punkte-Vorsprung auf Verfolger Borussia Dortmund doch noch ab und beendete die Saison mit 60 Punkten auf dem 5. Tabellenplatz, durch den sie sich erneut für die Gruppenphase der Europa League qualifizierte. Die Platzierung war für die Eintracht die beste seit der Saison 1993/94. Im DFB-Pokal scheiterte die Mannschaft in der 2. Runde an Leverkusen (1:4). Vor allem André Silva, der mit 28 Toren zweitbester Torschütze der Liga wurde und damit Bernd Hölzenbein als erfolgreichsten Frankfurter Torschützen innerhalb einer Bundesliga-Saison um 2 Tore übertraf, sowie Filip Kostić, der in der Spielzeit 14 Torvorlagen gab, galten als die Erfolgsgaranten der Saison. Noch während der Spielzeit gaben Sportdirektor Bruno Hübner, Sportvorstand Fredi Bobic und Cheftrainer Adi Hütter ihren Abschied zum Saisonende bekannt. Vorstandsmitglied Axel Hellmann wurde zum Sprecher des Vorstandes bestimmt, seine bisherigen Aufgaben führt er weiterhin aus.
Zur Saison 2021/22 konnte man seinen Torjäger Silva nicht halten, der die Mannschaft in Richtung RB Leipzig verließ. Auch Jović kehrte nach Madrid zurück, dafür stießen mit Rafael Borré und Sam Lammers zwei neue Stürmer zum Verein. Darüber hinaus wurde das Team mit den Verpflichtungen von Jesper Lindstrøm, Christopher Lenz, Jens Petter Hauge und Kristijan Jakić in der Breite verstärkt. Als neuer Kapitän wurde Sebastian Rode bestimmt. Der bisherige Chefscout Ben Manga wurde neuer Sportdirektor, Markus Krösche übernahm die Rolle des Sportvorstands. Neuer Cheftrainer wurde Oliver Glasner, der wie sein Vorgänger holprig in sein Amt startete und in seinem ersten Pflichtspiel eine Niederlage in der 1. Runde des DFB-Pokals gegen den Drittligisten SV Waldhof Mannheim (0:2) hinnehmen musste. Auch in die Bundesliga startete das Team ohne Sieg an den ersten sechs Spieltagen, bis es auswärts beim FC Bayern München mit 2:1 gewann und damit den ersten Liga-Saisonsieg einfuhr. Selbstvertrauen holte sich die Mannschaft in der Europa League, in der sich die Eintracht in einer Gruppe mit Fenerbahçe Istanbul, Royal Antwerpen und Olympiakos Piräus mit 12 Punkten als Gruppensieger direkt für das Achtelfinale qualifizierte. Ab November 2021 gewannen die Frankfurter bis Jahresende sechs der letzten sieben Bundesligaspiele und schlossen die Hinrunde auf einem Europapokalplatz ab. Die gute Form konnte das Team zu Beginn des Jahres 2022 nicht beibehalten und fand sich nach nur vier Punkten in den ersten sieben Bundesligaspielen schnell im Tabellenmittelfeld wieder. Wesentlich besser lief es für die Eintracht in der K.o.-Runde der Europa League, in der sie sich zunächst im Achtelfinale nach Verlängerung gegen Betis Sevilla durchsetzte. Ins Viertelfinale ging die Mannschaft gegen den FC Barcelona als klarer Außenseiter (Hinspiel zu Hause 1:1), schaffte nach einem 3:2-Sieg im Rückspiel im Camp Nou – das aufgrund 30.000 Frankfurter Fans für die Mannschaft zu einer Art Heimspiel wurde und internationale Aufmerksamkeit auf sich zog – jedoch den Einzug ins Halbfinale und besiegte dort zweimal West Ham United (2:1 und 1:0). Zum Saisonende hin schonte Glasner daher immer wieder Stammspieler in den Spielen der Bundesliga, in der sein Team letztlich bis auf den 11. Platz abrutschte (42 Punkte). Im Finale der Europa League standen die Frankfurter am 18. Mai 2022 im Estadio Ramón Sánchez Pizjuán in Sevilla den Glasgow Rangers gegenüber und gewannen das Spiel, nach einem 1:1 nach regulärer Spielzeit sowie Verlängerung, mit 5:4 im Elfmeterschießen. Somit gewann zum ersten Mal seit 25 Jahren – 1997 gewann der FC Schalke 04 den UEFA-Pokal und Borussia Dortmund die Champions League – ein anderer deutscher Verein als der FC Bayern München einen europäischen Wettbewerb. Infolge des Europa-League-Sieges wurde Eintracht Frankfurt zur deutschen Mannschaft des Jahres gewählt. Die Wahl erfolgte durch die deutschen Sportjournalisteninnen und Sportjournalisten. Die Auszeichnung fand bei der Gala zur Wahl des Sportler des Jahres in Baden-Baden statt.
Zur Spielzeit 2022/23 verlor die Eintracht mit Filip Kostić ihren Leistungsträger der vergangenen Jahre an Juventus Turin, darüber hinaus gab mit Martin Hinteregger eine weitere wichtige Persönlichkeit in der Mannschaft das Ende ihrer Profikarriere bekannt. Mit den Verpflichtungen von Aurélio Buta, Jérôme Onguéné und Hrvoje Smolčić für die Defensive sowie Lucas Alario, Faride Alidou, Mario Götze und Randal Kolo Muani für die Offensive wurde das Team in allen Mannschaftsteilen verstärkt. Das Spiel um den UEFA Super Cup wurde Mitte August 2022 mit 0:2 gegen Real Madrid verloren. Durch den Gewinn der Europa League in der Vorsaison qualifizierte sich die Eintracht erstmals in ihrer Vereinsgeschichte für die Champions League seit der Umbenennung des Wettbewerbs im Jahre 1992. Das Team erreichte in einer Gruppe mit Tottenham Hotspur, Sporting Lissabon und Olympique Marseille mit 10 Punkten als Zweiter das Achtelfinale und schied dort mit zwei Niederlagen gegen die SSC Neapel aus (0:2 und 0:3). Die Bundesliga-Hinrunde schloss die Mannschaft mit 31 Punkten auf Platz vier ab. In der Rückrunde konnte die Mannschaft nicht an die Leistungen aus der Hinserie anknüpfen und beendete die Meisterschaft mit 50 Punkten als Siebter, wodurch die erneute Europapokalqualifikation glückte. Im Pokal spielte sich das Team erneut ins Finale und unterlag dort mit 0:2 gegen Leipzig.
Nach der Spielzeit wurde die Zusammenarbeit mit Glasner als Cheftrainer beendet. Zur Saison 2023/24 wurde der ehemalige Eintracht-Profi Dino Toppmöller Nachfolger Glasners. Neuer Sportdirektor zum 1. Juli 2023 wurde mit Timmo Hardung der bisherige Leiter der Lizenzspielerabteilung, seinen Posten übernahm der bisherige Teammanager Christoph Preuß. In der Sommertransferperiode verließen mit Evan N’Dicka und Daichi Kamada zwei langjährige Leistungsträger den Verein mit ihrem Vertragsende; auch Djibril Sow, Jesper Lindstrøm und Randal Kolo Muani konnte die Eintracht nicht halten und generierte durch die Verkäufe Ablösesummen von rund 135 Millionen Euro. Verstärkt wurde das Team insbesondere durch Robin Koch, Willian Pacho, Ellyes Skhiri, Hugo Larsson, Farès Chaïbi und Omar Marmoush. Mit der umgebauten Mannschaft sowie dem neuen Trainerteam samt neuer Spielphilosophie um mehr Ballkontrolle stand die Eintracht vor einer Umbruchssaison, in der sie selten konstante Leistungen zeigen konnte und die immer wieder von individuellen Fehlern einer zum größten Teil nicht eingespielten Mannschaft, die immer wieder verändert wurde, geprägt war. Dennoch erreichte die Mannschaft am Ende der Bundesliga-Saison mit gerade einmal 47 Punkten den 6. Tabellenplatz und damit die direkte Qualifikation für die neu geschaffene Ligaphase der UEFA Europa League. Im DFB-Pokal scheiterte die Eintracht bereits im Achtelfinale am Drittligisten 1. FC Saarbrücken (0:2 auswärts). Auch in der Conference League erfüllte die Mannschaft nicht die Erwartungen: Nach einer durchwachsenen Gruppenphase mit Platz 2 (9 Punkte) in einer Gruppe mit PAOK Thessaloniki, FC Aberdeen und HJK Helsinki schied die Mannschaft in der Zwischenrunde aus (2:2 und 1:2 gegen Union Saint-Gilloise). Zum Saisonende beendeten Makoto Hasebe und Sebastian Rode ihre Karrieren.
Zur Saison 2024/25 verpflichtete die Eintracht Can Uzun, Oscar Hojlund, Mahmoud Dahoud, Rasmus Kristensen, Aurèle Amenda, Nathaniel Brown sowie Arthur Theate. Nach gutem Start in die Saison schied die Eintracht im Achtelfinale des DFB-Pokals bei RB Leipzig aus (0:3). In der Europa League erreichte Frankfurt nach Platz 5 in der Ligaphase (16 Punkte aus 8 Spielen) über Ajax Amsterdam (im Achtelfinale 2:1 sowie 4:1) das Viertelfinale, scheiterte dort jedoch an Tottenham Hotspur (1:1 auswärts, 0:1 zu Hause). Kurz nach der Winterpause wurde Top-Torjäger Omar Marmoush für rund 75 Millionen Euro an Manchester City abgegeben. Trotzdem steigerte sich die recht junge Mannschaft insgesamt deutlich gegenüber der Vorsaison, spielte eine starke Bundesliga-Runde und erreichte mit Platz 3 (60 Punkte) die höchste Platzierung seit der Saison 1992/93. Die Eintracht qualifizierte sich damit erstmals in der Vereinsgeschichte über die Ligaplatzierung für die Champions League.

### Entwicklung des Vereinswappens

ca. 1927
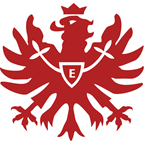
1945–1951
1957–1965
1965–1970
1970–1977
1977–1999
Seit 1999

### Ligazugehörigkeit
- Bis 1914: diverse regionale Ligen
- 1914–1919: Nordkreis Südmaingau
- 1919–1923: Kreisliga Nordmain (erstklassig)
- 1923–1933: Bezirksliga Main (erstklassig)
- 1933–1944: Gauliga Südwest (erstklassig)
- 1944/45: kein Spielbetrieb
- 1945–1963: Oberliga Süd (erstklassig)
- 1963–1996: Bundesliga (erstklassig)
- 1996–1998: 2. Bundesliga (zweitklassig)
- 1998–2001: Bundesliga (erstklassig)
- 2001–2003: 2. Bundesliga (zweitklassig)
- 2003/04: Bundesliga (erstklassig)
- 2004/05: 2. Bundesliga (zweitklassig)
- 2005–2011: Bundesliga (erstklassig)
- 2011/12: 2. Bundesliga (zweitklassig)
- seit 2012: Bundesliga (erstklassig)

Alle Platzierungen ab der Saison 1920/21 finden sich unter Saisonbilanzen von Eintracht Frankfurt. In der Ewigen Tabelle der Bundesliga belegt die Eintracht Platz 7 (2.595 Punkte aus 56 Spielzeiten) und in der Ewigen Tabelle der 2. Bundesliga Platz 54 (357 Punkte aus sechs Spielzeiten).

## Profifußball (Eintracht Frankfurt Fußball AG)

### Erfolge
- National
  - Deutscher Meister (1): 1959
    - Vizemeister (1): 1932

  - DFB-Pokalsieger (5): 1974, 1975, 1981, 1988, 2018
    - DFB-Pokal-Finalist (4): 1964, 2006, 2017, 2023

  - Meister der 2. Bundesliga (1): 1998
  - Vizemeister der DFB-Nachwuchsrunde (1): 1983
  - DFB-Hallenpokal-Finalist (1): 1988
  - Deutscher Flutlichtpokalsieger (1): 1957
  - Fuji-Cup-Sieger (1): 1992

- International
  - UEFA-Pokalsieger/UEFA-Europa-League-Sieger (2): 1980, 2022
  - Finalist im Europapokal der Landesmeister (1): 1960
  - Alpenpokalsieger (1): 1967
  - Rappan-Cup-Sieger/Intertoto-Cup-Sieger (1): 1967

- Regional
  - Süddeutscher Meister (4): 1930, 1932, 1953, 1959
  - Süddeutscher Vizemeister (6): 1913 1, 1914 1, 1931, 1954, 1961, 1962
  - Gaumeister Südwest (1): 1938
  - Westmaingaumeister (2): 1905 2, 1906 2
  - Südmaingaumeister (6): 1907 3, 1908 3, Herbst 1915 2, Frühjahr 1916 2, Herbst 1917 2, Herbst 1918 2
  - Nordkreismeister (3): 1912 1, 1913 1, 1914 1
  - Nordmainmeister (2): 1920 1, 1921
  - Mainbezirksmeister (5): 1928, 1929, 1930, 1931, 1932
  - Hessenmeister (3): 1970 4, 2002 4, 2023 4
  - Hessenpokalsieger (2): 1946, 1969 4
  - Meister des Frankfurter Associations-Bundes (3): 1902 2, 1903 2, 1904 3

- Sonstige Auszeichnungen
  - Sport-Bild-Award – Mannschaft des Jahres: 2022[52]
  - Deutschlands Mannschaft des Jahres: 2022[53]

### Rekorde (aktuell und historisch)
- Der Verein stellt mit Charly Körbel (602 Einsätze, 1972 bis 1991) den Rekordspieler der Bundesliga-Geschichte. Er hat diese Spiele ausschließlich für Eintracht Frankfurt bestritten und „überlebte“ dabei 15 Trainer. Später wurde er selbst zweimal Bundesligatrainer bei Frankfurt und fiel dort am 30. März 1996 der 15. vorzeitigen Trainerentlassung zum Opfer.
- Luka Jović ist mit seinen fünf Treffern am 19. Oktober 2018 beim 7:1 (3:0) gegen Fortuna Düsseldorf der bisher einzige fünffache Torschütze der Eintracht-Geschichte und der 17. fünffache Torschütze der Bundesliga-Geschichte. Jović ist mit 20 Jahren und 300 Tagen der jüngste fünffache Torschütze der Bundesliga-Geschichte und der erste Serbe, der mindestens drei Tore in einem Bundesligaspiel erzielen konnte.
- Jürgen Friedl (* 23. Februar 1959) war mit 17 Jahren und 26 Tagen bis zum 6. August 2005 der jüngste Bundesligaspieler.
- Richard Kreß (1925–1996) war beim Bundesligastart 1963/64 dabei und hält seit Beginn der Bundesliga den Rekord als ältester Ligadebütant aller Zeiten (38 Jahre, 171 Tage). Er ist zugleich der bei seinem ersten Bundesligator älteste Torschütze (38 Jahre, 248 Tage).
- Vom 12. Mai 1979 bis 26. April 1980 stellte der Verein den Bundesligarekord auf mit der längsten Serie ohne Unentschieden in insgesamt 34 Spielen.
- Vom 20. August 1985 bis 25. August 1987 stellte der Verein eine Negativrekordserie auf: 32 Auswärtsspiele in Folge ohne Sieg.
- Der griechische Nationalspieler Giorgos Tzavelas hatte mit seinem 73-Meter-Tor am 12. März 2011 bei der 1:2-Niederlage beim FC Schalke 04 einen Bundesliga-Rekord für das aus weitester Entfernung geschossene Tor aufgestellt. Dieser wurde am 20. September 2014 von Moritz Stoppelkamp (aus 83 Metern) überboten.
- Mit vier Siegen in den ersten vier Spielen der Saison 2012/13 stellte Eintracht Frankfurt als Aufsteiger einen neuen Startrekord auf.
- Die bisher schnellste Rote Karte in der Fußball-Bundesliga sah am 14. Mai 2011 der bei Eintracht Frankfurt spielende Marcel Titsch-Rivero im Spiel gegen Borussia Dortmund nur 43 Sekunden nach seiner Einwechslung.
- Die bisher schnellste Rote Karte im DFB-Pokalwettbewerb sah am 18. April 2018 der bei Eintracht Frankfurt spielende Gelson Fernandes im Halbfinale gegen Schalke 04 nur 33 Sekunden nach seiner Einwechslung.
- Eintracht Frankfurt hält den derzeitigen Rekord für die Gesamtanzahl von Toren und Gegentoren in einer Saison (155, 83:72, 1981/82).
- Eintracht Frankfurt hält den derzeitigen Rekord der meisten eingesetzten Spieler in der Bundesliga (481).[54]
- Eintracht Frankfurt hält den aktuellen Rekord der aus den meisten Nationen eingesetzten Spieler (59).[54]
- Eintracht Frankfurt hält mit dem 5:5 am 16. November 1974 gegen den VfB Stuttgart den derzeitigen Rekord für das torreichste Remis in der Bundesliga. Diesen Rekord teilt man sich mit dem Spiel am 8. September 1973 zwischen dem FC Schalke 04 und dem FC Bayern München.[54]
- Eintracht Frankfurt profitierte in der Saison 2020/21 sechsmal von einem gegnerischen Eigentor, was den Bundesliga-Höchstwert darstellt.[55]
- In der UEFA Europa League 2018/19 gewann Eintracht Frankfurt alle sechs Partien der Gruppenphase, was zuvor keinem anderen deutschen Verein im Europapokal gelungen war.
- Beim Gewinn der UEFA Europa League 2021/22 blieb Eintracht Frankfurt im gesamten Wettbewerb ungeschlagen (7 Siege, 6 Unentschieden). Dies war zuvor nur dem FC Chelsea (2018/19) und dem FC Villarreal (2020/21) gelungen.[56]
- Das Auswärtsspiel am 5. April 2019 gegen Schalke 04 gewann die Eintracht mit dem bis dahin spätesten Elfmetertor der Bundesligageschichte. Luka Jović traf in der neunten Minute der Nachspielzeit.[57]
- Martin Hinteregger erzielte in der Spielzeit 2019/20 acht Tore nach Ecken, was einen Rekordwert für die meisten so in einer Saison erzielten Tore darstellt.[58]
- Stefan Ilsanker erzielte am 3. Juni 2020 beim 3:0-Sieg bei Werder Bremen 17 Sekunden nach seiner Einwechslung einen Treffer und stellte damit den Rekord für das schnellste Jokertor der Bundesliga seit Beginn der detaillierten Datenerfassung auf.[59]
- Der Transfer des französischen Stürmers Randal Kolo Muani von Eintracht Frankfurt zu Paris Saint-Germain im Sommer 2023 brachte der Eintracht eine Summe von 95 Millionen Euro ein. Da die Eintracht den Stürmer ein Jahr zuvor ablösefrei erhalten hatte, wurde der Transfer der gewinnbringendste in der Geschichte der Bundesliga.[60]

### Besonderes

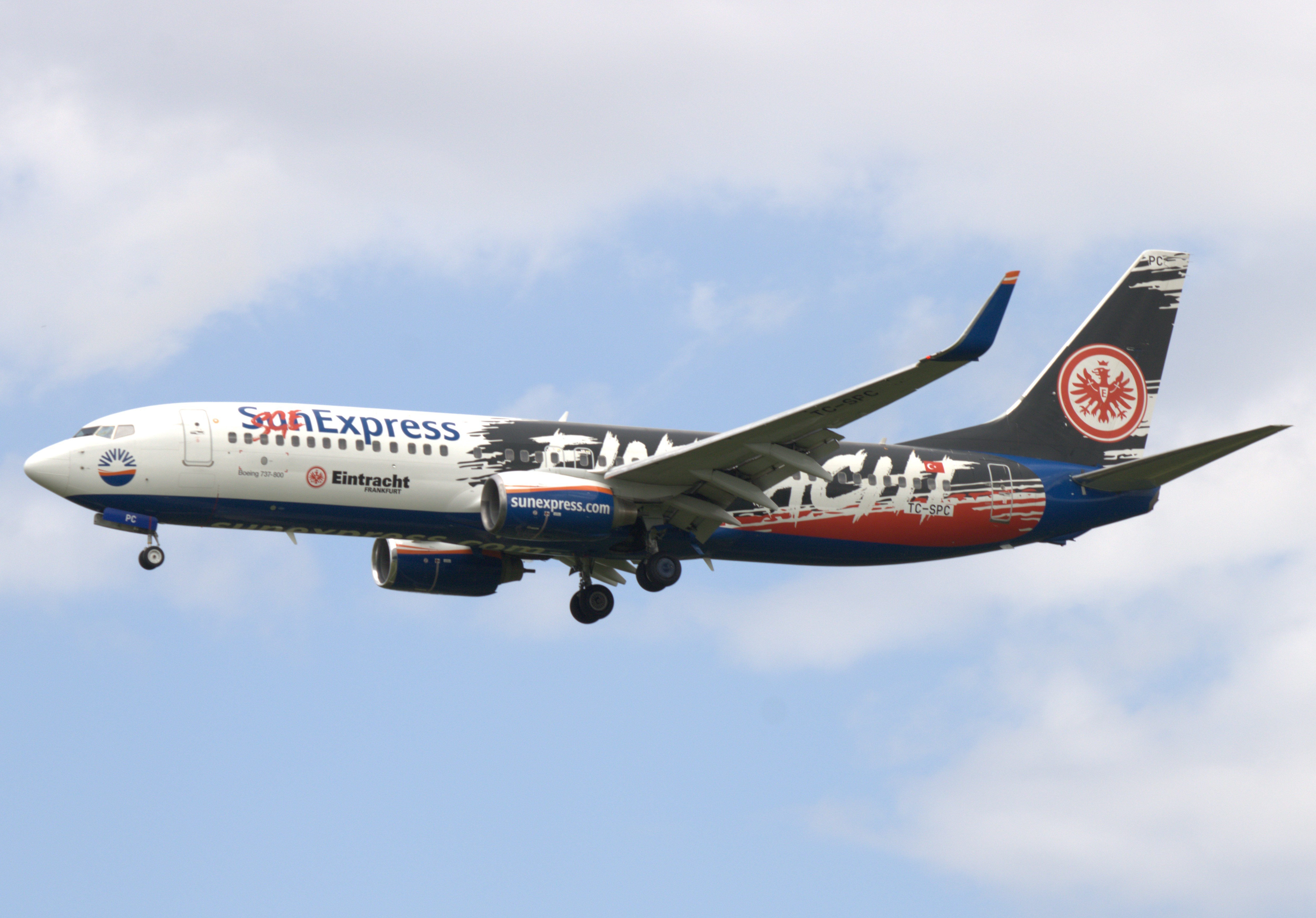
Boeing 737 von Sunexpress in den Farben von Eintracht Frankfurt.

- Die Eintracht betreibt seit 2002 eine Fußballschule, die von Karl-Heinz „Charly“ Körbel in Königstein im Taunus geleitet wird.
- Seit 2006 hat die Eintracht ein lebendes Maskottchen, den bei den Fans sehr beliebten Steinadler Attila aus dem Hanauer Wildpark.
- Als Partner der Eintracht lackierte Aero Flight 2005 einen Airbus A320 in den Farben von Eintracht Frankfurt. Der „stählerne Adler“ mit der Registrierung D-ARFE wurde nach der Insolvenz der Aero Flight von der Leasingfirma zurückgeholt und anderweitig verleast. Dabei wurden der Schriftzug und der Adler im Dezember 2005 entfernt. 2020 wurde erneut ein Flugzeug im Design von Eintracht Frankfurt gestaltet: Die deutsch-türkische Fluggesellschaft Sunexpress, die bereits nach dem Pokalsieg 2018 einen Flieger (D-ASXB) bis Anfang 2020 mit Wappen und Schriftzug von Eintracht Frankfurt versehen hatte,[61] gestaltete die Boeing 737-800 D-ASXX mit Klebefolien zum SGE-Express.[62]
- Seit 2007 existiert im Inneren der Haupttribüne des Stadions ein Vereinsmuseum, in dem regelmäßig altgediente Spieler, Trainer und verdiente Persönlichkeiten Führungen durch die Vereinsgeschichte anleiten. Außerdem werden Stadionführungen angeboten sowie verschiedene wechselnde Ausstellungen und Veranstaltungen organisiert.[63]
- Die Deutsche Bahn als Premium-Partner gestaltete Ende August 2012 eine Elektrolokomotive der DB-Baureihe 101 im Eintracht-Frankfurt-Design. Die Eintracht-Frankfurt-Lok soll deutschlandweit und auch grenzüberschreitend im IC- und EC-Verkehr unterwegs sein.[64]
- Seit 2012 kann man für einen Beitrag von 1899 Euro (in Anlehnung an das Gründungsjahr) eine lebenslange Mitgliedschaft im Verein abschließen.[65] Erstes lebenslanges Mitglied der Eintracht wurde Sebastian Vettel, dem dieser Status ehrenhalber verliehen wurde.[66]
- Seit Januar 2013 werden im U-Bahnhof Willy-Brandt-Platz mit den „Säulen der Eintracht“ elf „legendäre“ Spieler und ein Trainer, die per Internet-Abstimmung ausgewählt wurden, besonders gewürdigt.[67][68]
- Seit 5. Juli 2021 trägt die Zufahrtsstraße von der Otto-Fleck-Schneise zum Profi-Camp von Eintracht Frankfurt den Straßennamen Im Herzen von Europa.

### Farben und Wappen

Der Vereinsadler basiert auf dem Stadtwappen.

Das Vereinswappen leitet sich vom Wappen der Stadt Frankfurt am Main ab, welches wiederum auf dem einköpfigen Reichsadler des 13. Jahrhunderts basiert. Das Wappen machte im Laufe der Jahre nur kleinere Veränderungen durch, bis 1977 ein stilisierter Adler in Schwarz und Weiß eingeführt wurde. Anlässlich der 100-Jahr-Feier 1999 entschied der Verein, wieder einen traditionelleren Adler einzuführen.

Wappen des Frankfurter FV (von 1911), der TuS Eintracht Frankfurt (1920), der Sportgemeinde Eintracht Frankfurt (1967) und der weiße Adler (1977–1999)

Die offiziellen Vereinsfarben sind Rot, Schwarz und Weiß und haben ihren Ursprung in den Vorgängerklubs Frankfurter FC Viktoria und Frankfurter FC Kickers, die Rot und Weiß beziehungsweise Schwarz und Weiß als Spielkleidung trugen. Dabei sind Rot und Weiß die Farben des Stadtwappens, während Schwarz und Weiß die Farben Preußens symbolisieren. Als die zwei Frankfurter Vereine fusionierten, entschieden die Verantwortlichen, die Farben beider Mannschaften zu berücksichtigen. Da der Lokalrivale Kickers Offenbach jedoch in rot-weißen Trikots aufläuft, spielt die Eintracht bevorzugt in schwarz-roter oder schwarz-weißer Spielkleidung.

### Alle Bundesligatrainer
- 1963/64 – Oßwald, Horvat
- 1964/65 – Horvat
- 1965/66 – Schwartz
- 1966/67 – Schwartz
- 1967/68 – Schwartz
- 1968/69 – Ribbeck
- 1969/70 – Ribbeck
- 1970/71 – Ribbeck
- 1971/72 – Ribbeck
- 1972/73 – Ribbeck
- 1973/74 – Weise
- 1974/75 – Weise
- 1975/76 – Weise
- 1976/77 – Roos, Lóránt
- 1977/78 – Lóránt, Cramer
- 1978/79 – Knefler, Rausch
- 1979/80 – Rausch
- 1980/81 – Buchmann
- 1981/82 – Buchmann
- 1982/83 – Senekowitsch, Zebec
- 1983/84 – Zebec, Weise
- 1984/85 – Weise
- 1985/86 – Weise
- 1986/87 – Weise, Zahnleiter
- 1987/88 – Feldkamp
- 1988/89 – Feldkamp, Csernai, Berger
- 1989/90 – Berger
- 1990/91 – Berger, Stepanović
- 1991/92 – Stepanović
- 1992/93 – Stepanović, Heese
- 1993/94 – K. Toppmöller, Körbel
- 1994/95 – Heynckes, Körbel
- 1995/96 – Körbel, Stepanović
- 1996/97 – Stepanović, Ehrmantraut
- 1997/98 – Ehrmantraut
- 1998/99 – Ehrmantraut, Lippert, Fanz, Berger
- 1999/00 – Berger, Magath
- 2000/01 – Magath, Dohmen, Rausch
- 2001/02 – Andermatt, Kraaz
- 2002/03 – Reimann
- 2003/04 – Reimann
- 2004/05 – Funkel
- 2005/06 – Funkel
- 2006/07 – Funkel
- 2007/08 – Funkel
- 2008/09 – Funkel
- 2009/10 – Skibbe
- 2010/11 – Skibbe, Daum
- 2011/12 – Veh
- 2012/13 – Veh
- 2013/14 – Veh
- 2014/15 – Schaaf
- 2015/16 – Veh, N. Kovač
- 2016/17 – Kovač
- 2017/18 – Kovač
- 2018/19 – Hütter
- 2019/20 – Hütter
- 2020/21 – Hütter
- 2021/22 – Glasner
- 2022/23 – Glasner
- 2023/24 – D. Toppmöller
- 2024/25 – D. Toppmöller
- 2025/26 – D. Toppmöller

### Bekannte ehemalige Spieler
- David Abraham
- Ioannis Amanatidis
- Jørn Andersen
- Adolf Bechtold †
- Fritz Becker †
- Uwe Bein
- Thomas Berthold
- Uwe Bindewald
- Manfred Binz
- Kevin-Prince Boateng
- Ronald Borchers †
- Rafael Borré
- Bum-Kun Cha
- Lajos Détári
- Hugo Ekitiké
- Ralf Falkenmayer
- „Ekko“ Feigenspan
- Jan Åge Fjørtoft
- Maurizio Gaudino
- Theofanis Gekas
- Jürgen Grabowski †
- Rudolf Gramlich †
- Sébastien Haller
- Makoto Hasebe
- Martin Hinteregger
- Hermann Höfer †
- Bernd Hölzenbein †
- Willi Huberts †
- Lukáš Hrádecký
- Jermaine Jones
- Luka Jović
- Jürgen Kalb
- Andreas Köpke
- Karl-Heinz Körbel
- Randal Kolo Muani
- Filip Kostić
- Wolfgang Kraus
- Richard Kreß †
- Peter Kunter †
- Dieter Lindner †
- Werner Lorant †
- Joachim Löw
- Friedel Lutz †
- Omar Marmoush
- Alex Meier
- August Möbs †
- Andreas Möller
- Norbert Nachtweih
- Willi Neuberger
- Bernd Nickel †
- Oka Nikolov
- Jay-Jay Okocha
- Willian Pacho
- Jürgen Pahl
- Bruno Pezzey †
- Alfred Pfaff †
- Ante Rebić
- Peter Reichel
- Sebastian Rode
- Dietmar Roth
- Marco Russ
- Lothar Schämer †
- Fred Schaub †
- Bernd Schneider
- Alexander Schur
- Franz Schütz †
- André Silva
- Wolfgang Solz †
- Erwin Stein †
- Uli Stein
- Hans Stubb †
- Hans Tilkowski †
- Kevin Trapp
- Gert Trinklein †
- Ralf Weber
- Hans Weilbächer †
- Chen Yang
- Anthony Yeboah

Sämtliche Profispieler seit Einführung der Bundesliga 1963/64 finden sich unter Liste der Fußballspieler von Eintracht Frankfurt.

#### Ehrenspielführer Fußball
- Adolf Bechtold (1938 bis 1963)
- Fritz Becker (1904 bis 1921)
- Friedrich Claus (1906 bis 1914)
- Karl Ehmer (1927 bis 1938)
- Wilhelm Gmelin (1907 bis 1922)
- Jürgen Grabowski (1965 bis 1980)
- Rudolf Gramlich (1929 bis 1939 und 1943 bis 1944)
- Werner Heilig (1933 bis 1957)
- Bernd Hölzenbein (1967 bis 1981)
- Paul Imke (1919 bis 1925)
- Karl Jockel (1907 bis 1921)
- Charly Körbel (1972 bis 1991)
- Dieter Lindner (1956 bis 1971)
- Alfred Pfaff (1936 bis 1961)
- Willi Pfeiffer (1910 bis 1932)
- Adam Schmitt (1935 bis 1949)
- Emil Schneider (1912 bis 1925)
- Franz Schütz (1925 bis 1934)
- Hans Stubb (1928 bis 1944)
- Hans Weilbächer (1952 bis 1965)

### Statistik
- 55-mal Spitzenreiter der Bundesliga
- Ewige Tabelle der Bundesliga: Platz 7, 2.595 Punkte (56 Saisons, 1.900 Spiele)
- Ewige Tabelle der 2. Bundesliga: Platz 54, 357 Punkte (6 Saisons, 204 Spiele)

#### Torschützenkönige
Bundesliga:
- Jørn Andersen (1989/90): 18 Tore
- Anthony Yeboah (1992/93): 20 Tore (zusammen mit Ulf Kirsten, Bayer 04 Leverkusen)
- Anthony Yeboah (1993/94): 18 Tore (zusammen mit Stefan Kuntz, 1. FC Kaiserslautern)
- Alex Meier (2014/15): 19 Tore

2. Bundesliga:
- Alex Meier (2011/12): 17 Tore (zusammen mit Olivier Occéan, SpVgg Greuther Fürth und Nick Proschwitz, SC Paderborn 07)

#### Rekordspieler
| Meiste Bundesligaspiele    | Meiste Bundesligatore     |
| -------------------------- | ------------------------- |
| 01. Karl-Heinz Körbel: 602 | 01. Bernd Hölzenbein: 160 |
| 02. Jürgen Grabowski: 441  | 02. Bernd Nickel: 141     |
| 03. Bernd Nickel: 426      | 03. Jürgen Grabowski: 109 |
| 04. Bernd Hölzenbein: 420  | 04. Alex Meier: 93        |
| 05. Ralf Falkenmayer: 337  | 05. Anthony Yeboah: 68    |
| 06. Manfred Binz: 336      | 06. Wilhelm Huberts: 67   |
| 07. Kevin Trapp: 293       | 07. Rüdiger Wenzel: 51    |
| 08. Marco Russ: 280        | 08. Cha Bum-kun: 46       |
| 09. Alex Meier: 270        | 09. Wolfgang Solz: 46     |
| 10. Willi Neuberger: 267   | 10. Karl-Heinz Körbel: 45 |
| Stand: Saisonende 2024/25  |                           |

### Aktuelle Profimannschaft

#### Kader 2025/26
Kapitän der Mannschaft ist Robin Koch.
| Position                                                                 | Nr. | Nat.               | Spieler            | Geburtstag    | Im Verein seit | Vertrag bis | BL-Spiele | BL-Tore |
| ------------------------------------------------------------------------ | --- | ------------------ | ------------------ | ------------- | -------------- | ----------- | --------- | ------- |
| Tor                                                                      | 23  | Deutschland        | Michael Zetterer   | 12. Juli 1995 | 2025           | 2029        | 063       | 0       |
| Tor                                                                      | 33  | Deutschland        | Jens Grahl         | 22. Sep. 1988 | 2021           | 2026        | 015       | 0       |
| Tor                                                                      | 40  | Brasilien          | Kauã Santos        | 11. Apr. 2003 | 2023           | 2030        | 009       | 00      |
| Abwehr                                                                   | 02  | Deutschland        | Elias Baum         | 26. Okt. 2005 | 2015           | 2028        | 003       | 0       |
| Abwehr                                                                   | 03  | Belgien            | Arthur Theate      | 25. Mai 2000  | 2024           | 2029        | 030       | 0       |
| Abwehr                                                                   | 04  | Deutschland        | Robin Koch         | 17. Juli 1996 | 2023           | 2030        | 143       | 09      |
| Abwehr                                                                   | 05  | Schweiz            | Aurèle Amenda      | 31. Juli 2003 | 2024           | 2029        | 008       | 0       |
| Abwehr                                                                   | 13  | Danemark           | Rasmus Kristensen  | 11. Juli 1997 | 2024           | 2029        | 030       | 05      |
| Abwehr                                                                   | 21  | Deutschland        | Nathaniel Brown    | 10. Juni 2003 | 2024           | 2030        | 026       | 03      |
| Abwehr                                                                   | 22  | Vereinigte Staaten | Timothy Chandler   | 29. März 1990 | 2014           | 2026        | 262       | 13      |
| Abwehr                                                                   | 29  | Frankreich         | Niels Nkounkou     | 1. Nov. 2000  | 2023           | 2028        | 041       | 03      |
| Abwehr                                                                   | 34  | Deutschland        | Nnamdi Collins     | 10. Jan. 2004 | 2023           | 2030        | 026       | 01      |
| Abwehr                                                                   | 35  | Kroatien           | Hrvoje Smolčić     | 17. Aug. 2000 | 2022           | 2027        | 020       | 01      |
| Abwehr                                                                   | 36  | Portugal           | Aurélio Buta       | 10. Feb. 1997 | 2022           | 2026        | 048       | 04      |
| Abwehr                                                                   | 47  | Ungarn             | Noah FenyőII       | 30. Jan. 2006 | 2016           | 2029        | 000       | 00      |
| Mittelfeld                                                               | 06  | Danemark           | Oscar Højlund      | 4. Jan. 2005  | 2024           | 2029        | 020       | 01      |
| Mittelfeld                                                               | 08  | Algerien           | Farès Chaïbi       | 28. Nov. 2002 | 2023           | 2028        | 054       | 03      |
| Mittelfeld                                                               | 15  | Tunesien           | Ellyes Skhiri      | 10. Mai 1995  | 2023           | 2027        | 175       | 20      |
| Mittelfeld                                                               | 16  | Schweden           | Hugo Larsson       | 27. Juni 2004 | 2023           | 2029        | 062       | 05      |
| Mittelfeld                                                               | 18  | Deutschland        | Mahmoud Dahoud     | 1. Jan. 1996  | 2024           | 2026        | 184       | 13      |
| Mittelfeld                                                               | 20  | Japan              | Ritsu Dōan         | 16. Juni 1998 | 2025           | 2030        | 131       | 27      |
| Mittelfeld                                                               | 26  | Frankreich         | Junior Dina Ebimbe | 21. Nov. 2000 | 2022           | 2027        | 057       | 08      |
| Mittelfeld                                                               | 27  | Deutschland        | Mario Götze        | 3. Juni 1992  | 2022           | 2026        | 317       | 66      |
| Mittelfeld                                                               | 31  | Vereinigte Staaten | Paxten Aaronson    | 26. Aug. 2003 | 2023           | 2028        | 014       | 00      |
| Sturm                                                                    | 07  | Deutschland        | Ansgar Knauff      | 10. Jan. 2002 | 2022           | 2028        | 106       | 14      |
| Sturm                                                                    | 09  | Deutschland        | Jonathan Burkardt  | 11. Juli 2000 | 2025           | 2030        | 136       | 41      |
| Sturm                                                                    | 17  | Frankreich         | Elye Wahi          | 2. Jan. 2003  | 2025           | 2030        | 008       | 0       |
| Sturm                                                                    | 19  | Frankreich         | Jean-Mattéo Bahoya | 7. Mai 2005   | 2024           | 2029        | 030       | 02      |
| Sturm                                                                    | 30  | Belgien            | Michy Batshuayi    | 2. Okt. 1993  | 2025           | 2027        | 020       | 10      |
| Sturm                                                                    | 32  | Deutschland        | Jessic Ngankam     | 20. Juli 2000 | 2023           | 2028        | 058       | 08      |
| Sturm                                                                    | 42  | Turkei             | Can Uzun           | 11. Nov. 2005 | 2024           | 2029        | 020       | 04      |
| Stand Einsätze und Tore: Saisonende 2024/25 Stand Kader: 20. August 2025 |     |                    |                    |               |                |             |           |         |

#### Zu- und Abgänge in der Saison 2025/26
| Zugänge | Abgänge |
| Sommerpause 2025 | Sommerpause 2025 |
| --- | --- |
| - Paxten Aaronson (FC Utrecht; Leihende) - Elias Baum (SV Elversberg; Leihende) - Jonathan Burkardt (1. FSV Mainz 05) - Aurélio Buta (Stade Reims; Leihende) - Ritsu Dōan (SC Freiburg) - Jeremiaha Maluze (FC Rot-Weiß Erfurt) - Jessic Ngankam (Hannover 96; Leihende) - Hrvoje Smolčić (LASK; Leihende) | - Hugo Ekitiké (FC Liverpool) - Nacho Ferri (KVC Westerlo) * - Krisztián Lisztes (Ferencváros Budapest; Leihe) - Igor Matanović (SC Freiburg) - Tuta (al-Duhail SC) |
| nach Saisonbeginn | |
| - Michael Zetterer (Werder Bremen) | - Kevin Trapp (Paris FC) |
| Januar 2026 | |
| - Love Arrhov (IF Brommapojkarna) | |

#### Trainer- und Mitarbeiterstab
| Name               | Funktion                              |
| Trainerstab        | Trainerstab                           |
| ------------------ | ------------------------------------- |
| Dino Toppmöller    | Cheftrainer                           |
| Xaver Zembrod      | Co-Trainer                            |
| Stefan Buck        | Co-Trainer                            |
| Jan Fießer         | Co-Trainer                            |
| Nélson Morgado     | Co-Trainer Analyse                    |
| Jan Zimmermann     | Torwarttrainer                        |
| Ralph Gunesch      | Übergangstrainer                      |
| Schahriar Bigdeli  | Leiter Athletik                       |
| Andreas Beck       | Athletiktrainer                       |
| Martin Spohrer     | Athletiktrainer                       |
| Markus Murrer      | Athletiktrainer                       |
| Thomas Pitzke      | Athletiktrainer                       |
| Martin Daxl        | Potentialtrainer                      |
| Sportliche Leitung |                                       |
| Markus Krösche     | Vorstand Sport                        |
| Timmo Hardung      | Sportdirektor                         |
| Pirmin Schwegler   | Leiter Profifußball                   |
| Christoph Preuß    | Leiter Lizenzspielerabteilung         |
| Patrick Zeilmann   | Leiter Teammanagement und Integration |

### Sponsoren
Überblick über alle Trikot- bzw. Hauptsponsoren von Eintracht Frankfurt:
- 1974–1976 Remington (Rasierapparate)
- 1977–1978 Samson (Tabak)
- 1978–1981 Minolta (Foto)
- 1981–1984 Infotec (Kopierer)
- 1984–1986 Portas (Renovierung)
- 1986–1991 Hoechst (Chemie)
- 1991–1993 Samsung (Elektronik)
- 1993–1996 Tetra Pak (Verpackungen)
- 1996–1998 Mitsubishi (Automobile)
- 1998–2001 VIAG Interkom (Telekommunikation)
- 2001–2012 Fraport (Flughafenbetreiber)
- 2012–2013 Krombacher Brauerei
- 2013–2016 Alfa Romeo (Automobile),[71] über die FCA Germany
- 2016–2017 Krombacher Brauerei[72]
- 2017–0000 Indeed (Jobsuchmaschine)

### Ausrüster
Überblick über die Trikothersteller von Eintracht Frankfurt:
- 1974–1976 Adidas
- 197600000 Admiral
- 1977–1987 Adidas, sowie zeitweise dessen Tochtergesellschaft Erima
- 1987–2001 Puma
- 2001–2003 Fila, ab 1. Februar 2001
- 2003–2014 Jako
- 2014–2025 Nike[73]
- 2025–0000 Adidas[74]

### Frauenfußball
Seit dem Jahr 2004 wird in der Fußballabteilung auch Frauenfußball angeboten. Bis 2020 spielte die 1. Mannschaft in der drittklassigen Regionalliga Süd. Zur Saison 2020/21 erfolgte die Fusion mit dem 1. FFC Frankfurt, welcher seitdem als Frauenmannschaft der Eintracht in der Bundesliga sowie den darunter angesiedelten Ligen und im Juniorinnenbereich antritt.
Erfolge
- Meister der Regionalliga Süd (1): 2018
- Hessenmeister (2): 2012, 2017
- Hessenpokalsieger (3): 2013, 2019, 2020
- DFB-Pokal-Finalist: 2021

## Fans

### Fankultur
Die Fanszene in Frankfurt gilt als eine der aktivsten und stimmgewaltigsten in Deutschland und hat mehr als 1.100 offizielle Fanclubs (EFC), die seit Ende der 1960er-Jahre gegründet wurden und heute rund 80.000 Mitglieder haben. Die Fanclubs werden vom Eintracht Frankfurt Fanclubverband e. V. vertreten. Bedeutende und einflussreiche Gruppen in der Frankfurter Fanszene sind die 1997 gegründeten Ultras Frankfurt (UF97), die 2000 gegründete Fan- und Förderabteilung (FuFA) sowie der Nordwestkurve Frankfurt e. V.
Die Auslastung des Stadions bei Heimspielen liegt regelmäßig bei über 90 %, damit liegt der Klub unter den 20 meistbesuchten Fußballvereinen in Europa.
Vom Vereinswappen leitet sich Die Adler, einer der Spitznamen des Vereins, ab. Unter seinen Anhängern wird der Verein auch sehr oft SGE nach der traditionellen Vereinsbezeichnung Sportgemeinde Eintracht genannt. Der Namensteil „Sportgemeinde“ wurde 1968 vom Verein abgelegt. Aus der Frühzeit des Vereins stammt die heute seltene Bezeichnung Schlappekicker. In der vorprofessionellen Zeit waren viele Spieler Angestellte der lokalen Hausschuhfabrik („Schlappe“ ist eine dialektale Bezeichnung für Hausschuhe), deren Betreiber auch zu den Mäzenen des Vereins zählte.
Aufgrund des häufigen Wechsels zwischen sportlichem Erfolg und Misserfolg wird die SGE auch als „launische Diva vom Main“ bezeichnet. Dabei liefere die Mannschaft scheinbar oft gute sportliche Leistungen gegen stärkere Gegner ab, während vermeintlich schwächere Gegner nicht ernst genommen und die Spiele daher verloren würden. Statistisch kann dieser Sachverhalt jedoch in keiner Weise belegt werden. Trotzdem hat sich die Bezeichnung als Diva beim Verein selbst sowie in der Fan- und Medienlandschaft bis heute erhalten. So gibt es beispielsweise eine Gaststätte auf dem Vereinsgelände am Riederwald mit diesem Namen. Weiterhin wird die Diva in verschiedenen Fanliedern besungen, auch von offizieller Seite wird die Eintracht mitunter als Diva bezeichnet.

### Lieder
In den 1970- und 1980er-Jahren hatte das Lied Im Wald da spielt die Eintracht enorme Popularität, geriet aber seit den 1990ern mehr und mehr in Vergessenheit. Als Vereinshymne etablierte sich um die Jahrtausendwende das Lied Im Herzen von Europa, das durch zwei Mitglieder des Polizeichors Frankfurt als Huldigung an ihre Stadt komponiert wurde und 1974 anlässlich des 75. Vereinsjubiläums einen neuen Text mit Bezug zur Eintracht erhielt. Die vom Polizeichor Frankfurt eingesungene Version des Lieds wird bei jedem Heimspiel vor Anpfiff abgespielt.
2003 veröffentlichte das Duo Mundstuhl das Lied Adler auf der Brust, eine deutschsprachige Coverversion des 1996er Hits Three Lions von den Lightning Seeds.
Das 2008 erschienene Lied Forza-SGE der Thrash-Metal-Band Tankard erlangte große Beliebtheit und wird oft im Stadion während der Halbzeitpause gespielt.
Ebenfalls weit verbreitet ist das Lied Schwarz-Weiß wie Schnee, gesungen durch die Frankfurter Band Tankard, das ebenfalls vor jedem Heimspiel abgespielt wird. 2006, 2017, 2018 und 2023 spielte Tankard beim Finale des DFB-Pokals im Olympiastadion Berlin das Lied vor Spielbeginn live im Stadion.

### Rivalitäten
Traditionelle Rivalen sind die Offenbacher Kickers (vgl. Mainderby). Weitere regionale Rivalen sind der SV Darmstadt 98, der 1. FC Kaiserslautern und der Karlsruher SC. Zum Stadtnachbarn FSV Frankfurt (vgl. Frankfurter Stadtderby) hingegen besteht heute ein eher freundschaftliches, harmonisches Verhältnis, bedingt durch die sportlichen und wirtschaftlichen Unterschiede, die keine Konkurrenzsituation innerhalb der Stadt aufkommen lassen. Begegnungen gegen den 1. FSV Mainz 05 werden von den Frankfurter Anhängern nicht als Derby angesehen, auch wenn diese in Medienberichten gelegentlich so bezeichnet werden.

### Fan-Freundschaften

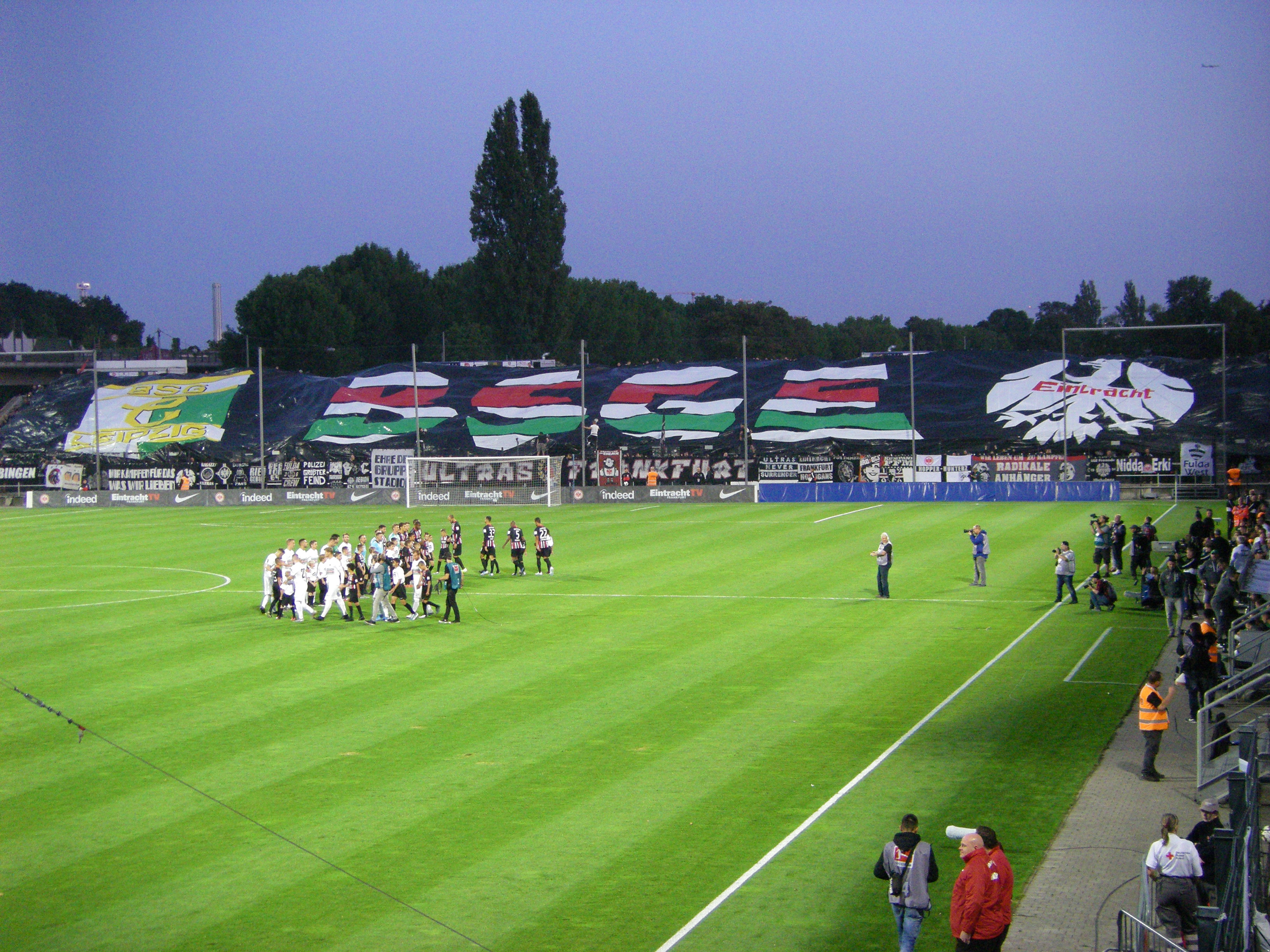
Transparent von Eintracht Frankfurt in Würdigung der Freundschaft zur BSG Chemie Leipzig

Ende der 1970er- und im Laufe der 1980er-Jahre gab es freundschaftliche Kontakte zu den Fans von VfB Stuttgart, Hamburger SV, 1. FC Nürnberg und FC Schalke 04, die jedoch alle sehr kurzlebig waren. Auch von einer kurzzeitigen Freundschaft eines Teils der Fanszene zu Alemannia Aachen wird berichtet.
Am ältesten und langlebigsten ist die noch über die 1980er-Jahre hinausgehende Freundschaft mit den Fans des MSV Duisburg. In den Sozialen Medien wird diese vom Hashtag #SchwarzWeissBlauDieEintrachtUndDerMSV begleitet, dazu gibt es eine Menge Seiten und Gruppen auf Social-Media-Plattformen, die diese Freundschaft pflegen. Entstanden ist diese am 21. Juni 1975 in Hannover, während des DFB-Pokal-Finales, und wird insbesondere von den mittlerweile etwas älteren Fans beider Lager aufrechterhalten. Bei der Einladung des MSV zum Cup der Traditionen im Jahre 2016 hob Bruno Hübner diese Fan-Freundschaft ausdrücklich hervor. Zu dieser Fan-Freundschaft gibt es verschiedene Freundschaftsschals, die Fans beider Klubs gerne präsentieren.
Weitere Freundschaften gibt es derzeit zur BSG Chemie Leipzig (seit 2004) und zum SV Waldhof Mannheim. Früher waren beide Fangruppen allerdings auch stark verfeindet und daher wird die Freundschaft zu den Mannheimern vor allem von älteren Fans beider Seiten nicht geteilt. Entstanden ist diese Freundschaft auf Basis der gemeinsamen Abneigung gegen den 1. FC Kaiserslautern und Kickers Offenbach.
Im Ausland bestehen langjährige Freundschaften zum FC Wacker Innsbruck und Atalanta Bergamo.

#### „Randale-Meister“
Laut einer Zählung der Nachrichten-Agentur dpa musste die Eintracht in der Saison 2023/24 Strafzahlungen von fast 1 Mio. Euro begleichen. Insgesamt musste die SGE in der vergangenen Spielzeit 918.950 Euro Strafe für Gewalt- und Pyro-Vergehen zahlen, dahinter folgen Bundesliga-Absteiger 1. FC Köln mit 725.750 Euro und Zweitligist 1. FC Kaiserslautern mit 673.100 Euro. Der Großteil der Urteile sei im Zusammenhang mit pyrotechnischen Vorfällen gefällt worden.

## Abteilungen des Stammvereins (Eintracht Frankfurt)

### Turnen

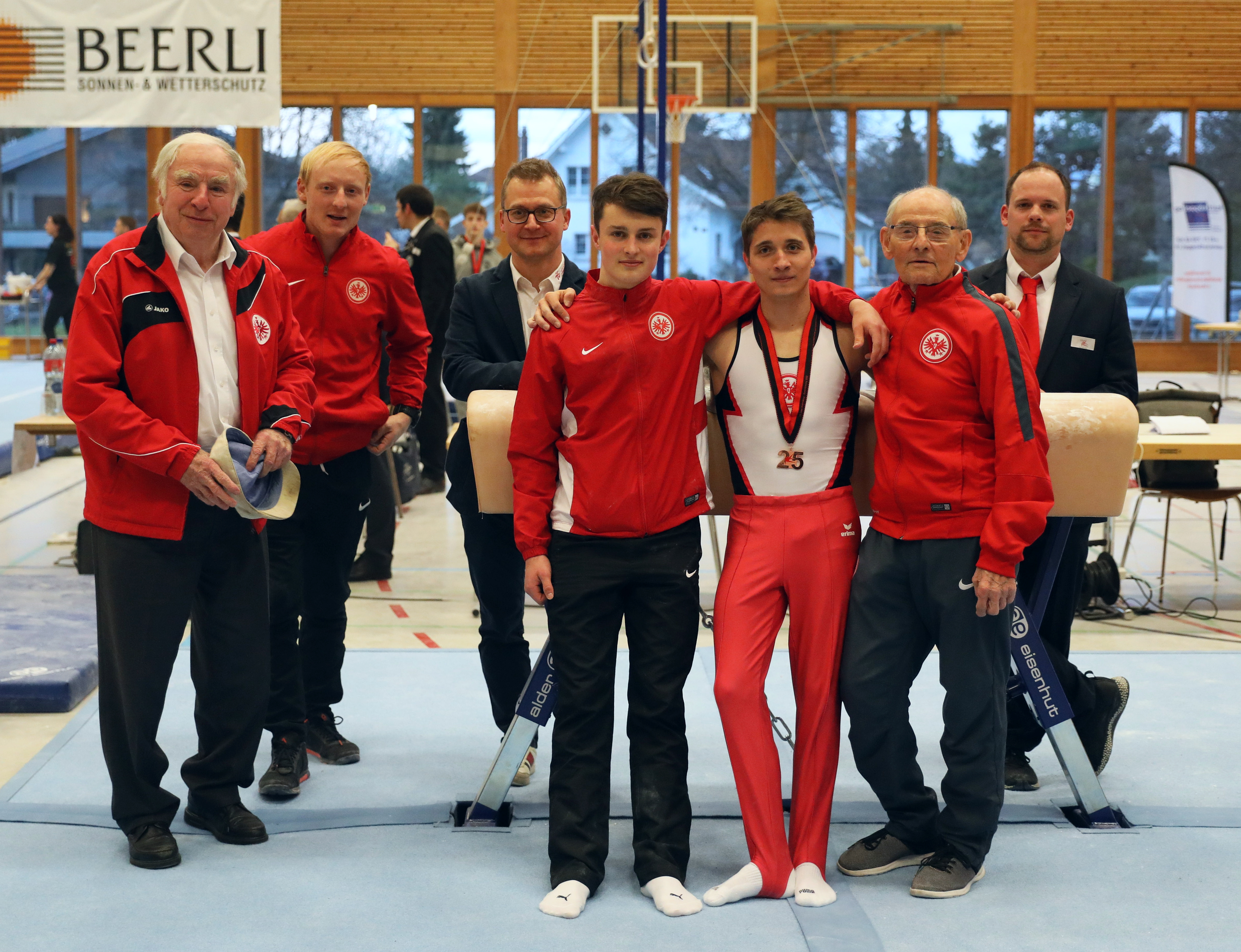
Turner und Funktionäre der Eintracht Frankfurt beim Rheintalcup 2022 in Widnau.

Die Turnabteilung der Eintracht wurde am 22. Januar 1861 gegründet und ist damit die älteste Abteilung des Vereins, in den sie nach dessen späterer Gründung eingegliedert wurde. Mit über 3.400 Mitgliedern, davon über 1.400 Kinder und Jugendliche, stellt die Abteilung zugleich den größten aktiven Sportbereich des Vereins dar. Dabei ist die Abteilung sowohl im Leistungs- als auch im Breitensport aktiv, angebotene Sportarten sind neben den klassischen Turnsportarten auch Sportarten wie Cheerleading, Aerobic, rhythmische Sportgymnastik, Badminton oder Tanzen.
Seit dem 1. Juli 2021 gehört durch die an diesem Datum vollzogene Fusion der Eintracht mit dem Frankfurter Stadtteilverein SG Nied auch Trampolinturnen zum Repertoire der Abteilung Turnen. Die Trampolinsparte der SG Nied wurde 1974 gegründet, stieg 1988 erstmals in die Trampolin-Bundesliga auf und gewann bis 2003 fünfmal die deutsche Meisterschaft. Im Jahr 2022 wurde die Frankfurter Trampolinmannschaft Meister der Oberliga, somit gelang ihr nach fast 20-jähriger Abstinenz der erneute Aufstieg in die Trampolin-Bundesliga.
Die Damen-Mannschaft der Frankfurter Turner gehört nach einem Jahr der Zweitklassigkeit seit dem Wiederaufstieg im Jahre 2009 der Bundesliga an. Die Aufstiegsmannschaft bestand aus den Kunstturnerinnen Veronika Ozanova, Lara Wondrak, Myriam Boeschen, Annabelle Hölzer und der ehemals für Bordeaux in der Ersten Liga Frankreichs startenden Weidenauerin Silvie Wentzell.
Erfolgreichster Turner der Vereinsgeschichte ist Ernst Winter, der 1934 bei den Turnweltmeisterschaften in Budapest Weltmeister am Reck und 1936 in Berlin Olympiasieger im Mannschaftsmehrkampf mit der deutschen Nationalmannschaft wurde. Bei den deutschen Meisterschaften 1931, 1932, 1934 und 1935 sowie beim Deutschen Turnfest 1933 in Stuttgart belegte er jeweils den zweiten Platz im Einzelmehrkampf. Winter fiel im Zweiten Weltkrieg.

### Fußball
Unter der Verantwortlichkeit des Vereins Eintracht Frankfurt ist die Fußballabteilung für die Jugendmannschaften, den Frauenfußball sowie für Futsal zuständig.

#### Die zweite Mannschaft
Die zweite Mannschaft der Frankfurter Eintracht wird intern als U21 geführt und spielte nach ihrer Neugründung im Jahr 2022 zunächst in der fünftklassigen Hessenliga.
Die Mannschaft wurde früher unter dem Namen Eintracht Frankfurt Amateure, später als Eintracht Frankfurt Reserve und als Eintracht Frankfurt II geführt und spielte nach mehreren Jahren in der Hessenliga ab Sommer 2012 in der viertklassigen Regionalliga Südwest. Daneben nahm die zweite Mannschaft für die SGE am Hessenpokal teil, den sie 1969 gewann. Außerdem wurde sie dreimal Hessenmeister (1970, 2002 und 2023). Zur U23 stießen zeitweise Spieler aus dem Kader der Bundesligamannschaft, insbesondere um Spielpraxis zu sammeln, etwa nach Verletzungen. Nachdem die DFL die Pflicht zum Aufstellen einer U23-Mannschaft aufgehoben hatte, beschloss Eintracht Frankfurt, die von Alexander Schur und Patrick Glöckner trainierte U23-Mannschaft nach der Saison 2013/14 vom Spielbetrieb abzumelden.
Im Februar 2022 beantragte Frankfurts sportliche Leitung um den Sportvorstand Markus Krösche beim Hessischen Fußball-Verband erfolgreich die Neuaufnahme der zweiten Mannschaft in die fünftklassige Hessenliga zur Saison 2022/23. Nach Verbandsrecht handelt es sich um eine U23-Mannschaft, der Verein organisiert das Team jedoch als U21. Die Heimspiele finden seither im Sportpark in Dreieich statt. In ihrer ersten Hessenliga-Saison wurde die zweite Mannschaft Hessenmeister, schaffte den Aufstieg und spielte seit der Saison 2023/24 in der Regionalliga Südwest. Am Ende der Saison 2024/25 belegte die Mannschaft Platz 16 und stieg damit wieder in die Hessenliga ab.

#### Jugendarbeit
Die Eintracht Frankfurt Fußball AG unterhält ein Nachwuchsleistungszentrum, das sich auf dem Vereinsgelände im Riederwald befindet und seit April 2022 von Alexander Richter geleitet wird. Neben jungen Fußballspielern wird es auch von Jungmitgliedern anderer Sparten genutzt.
Zu den größten Erfolgen zählen drei deutsche Meisterschaften (1982, 1983 und 1985) und der Gewinn des Mercedes-Benz Junior Cups 1993 der A-Junioren sowie vier deutsche Meisterschaften (1977, 1980, 1991 und 2010) bei den B-Junioren.

#### Futsal
Die Futsal-Sparte wurde 2006 und 2007 hessischer Meister 2006 sowie 2006 süddeutscher Meister.

### Leichtathletik
Die Fußballabteilung ist zwar die bekannteste Sparte des Vereins, die Leichtathletikabteilung ist jedoch die erfolgreichste.

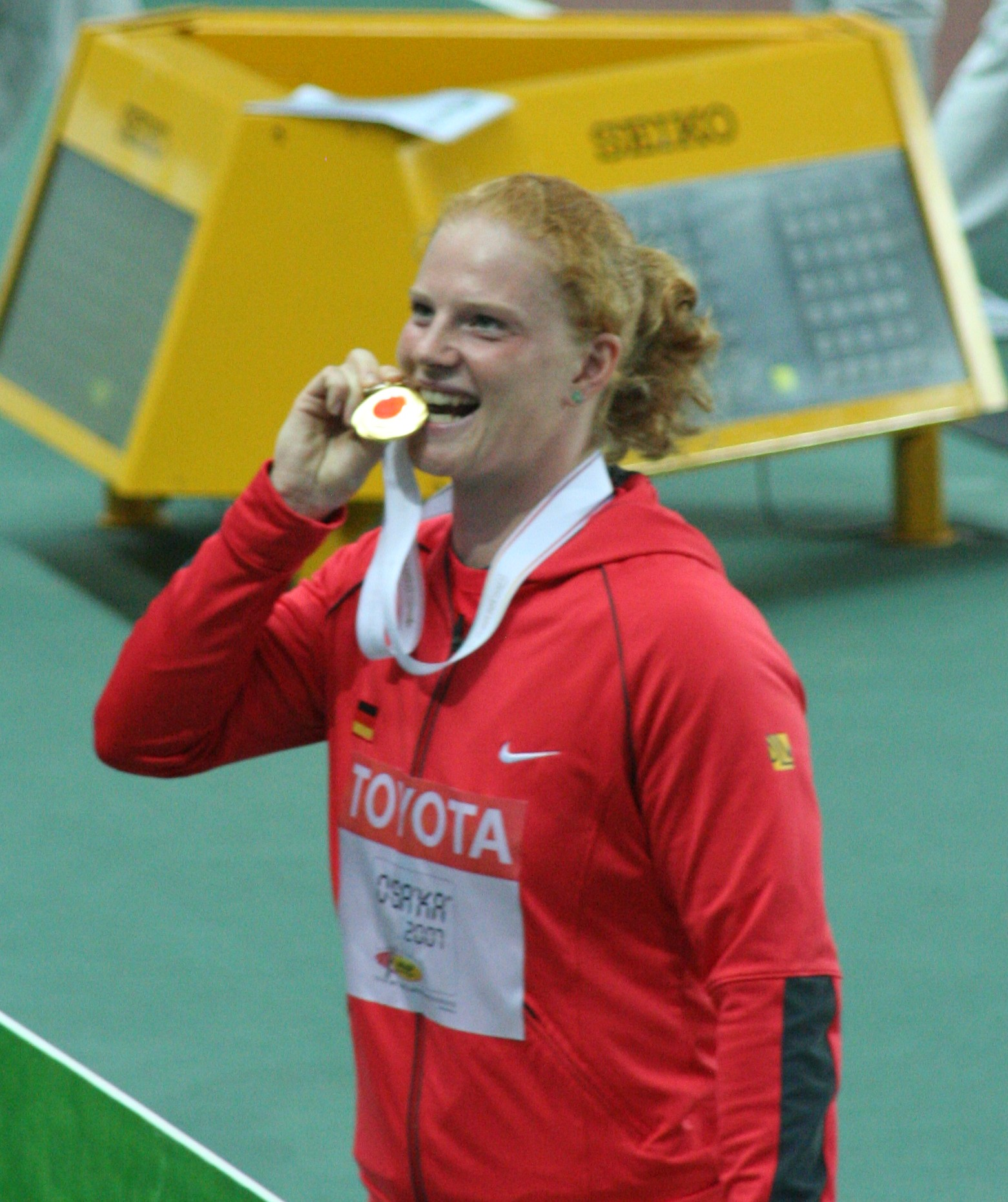
Betty Heidler bei der Siegerehrung in Osaka

Neben über 220 deutschen Meistertiteln in nahezu allen leichtathletischen Disziplinen brachte Eintracht Frankfurt zahlreiche Titelträger und Medaillengewinner bei internationalen Meisterschaften hervor. So gewann z. B. Tilly Fleischer bei den Olympischen Spielen 1936 in Berlin die Speerwurfkonkurrenz der Frauen, nachdem sie vier Jahre zuvor in Los Angeles die Bronzemedaille in dieser Disziplin gewonnen hatte. Eine solche Medaille gewann auch Heinz Ulzheimer über 800 Metern bei den Olympischen Spielen 1952 in Helsinki. Darüber hinaus vertraten Athleten von Eintracht Frankfurt die deutschen Farben bei Welt- und Europameisterschaften. Jüngste Medaillenträgerin ist die Hammerwerferin Kirsten Klose, die bei den Olympischen Spielen 2000 in Sydney die Bronzemedaille in ihrer Disziplin errang.
Die deutsche Meisterin im Hammerwurf, Betty Heidler, konnte 2007 bei den Weltmeisterschaften in Osaka den ersten Platz und damit eine Goldmedaille erringen.
Die Abteilung trat bis zum 31. Dezember 2020 als LG Eintracht Frankfurt zusammen mit fünf weiteren Vereinen auf.

### Hockey

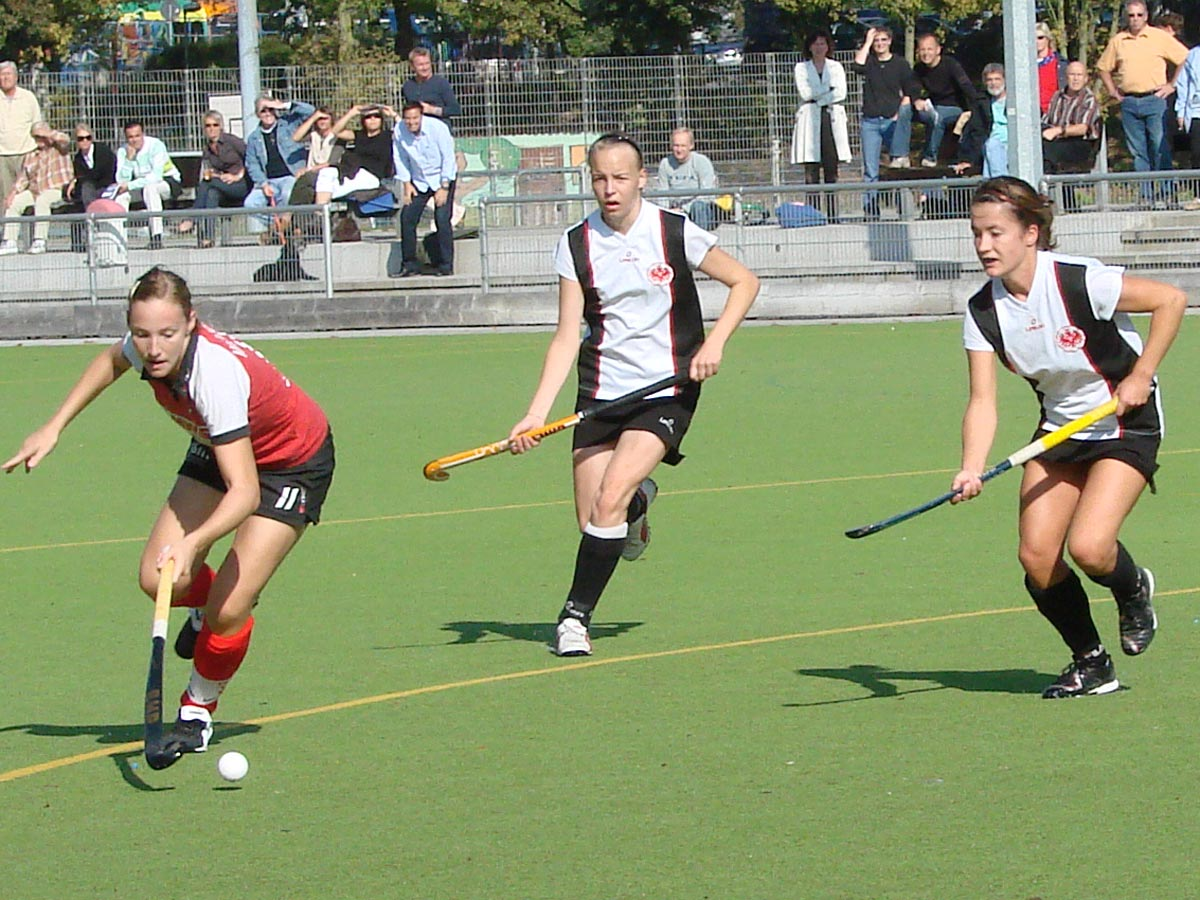
Spielszene TSV Mannheim – Eintracht Frankfurt

Bei der Hockeyabteilung der Eintracht, die über 400 Mitglieder zählt, steht die Damenmannschaft im Vordergrund. Diese spielt in der Halle in der 1. Bundesliga, während die erste Herrenmannschaft 2005 in der 2. Regionalliga Süd den letzten Platz belegte und abstieg.
Die größten Erfolge in der Abteilungsgeschichte erreichten auch die Damenmannschaft mit dem Gewinn der deutschen Meisterschaft auf dem Feld 1991 und in der Halle 1997. Außerdem wurde 1990 der Europapokal der Pokalsieger gewonnen.

#### Ehrenspielführer Hockey
- Heide Ohlert
- Harald Ulrich

### Boxen
Die 1919 gegründete Boxabteilung trainiert in der Frankfurter Klingerschule bzw. auf dem Trainingsgelände des Riederwaldstadions.
Vor allem in den 1950er-Jahren hatte die Boxabteilung glorreiche Jahre. So erkämpfte sich Erich Walter 1954 die deutsche Meisterschaft im Halbmittelgewicht. Ossi Büttner, in Frankfurt als der „Böse Bub“ bekannt, wurde 1955 und 1956 deutscher Vizemeister im Schwergewicht.

### Tennis

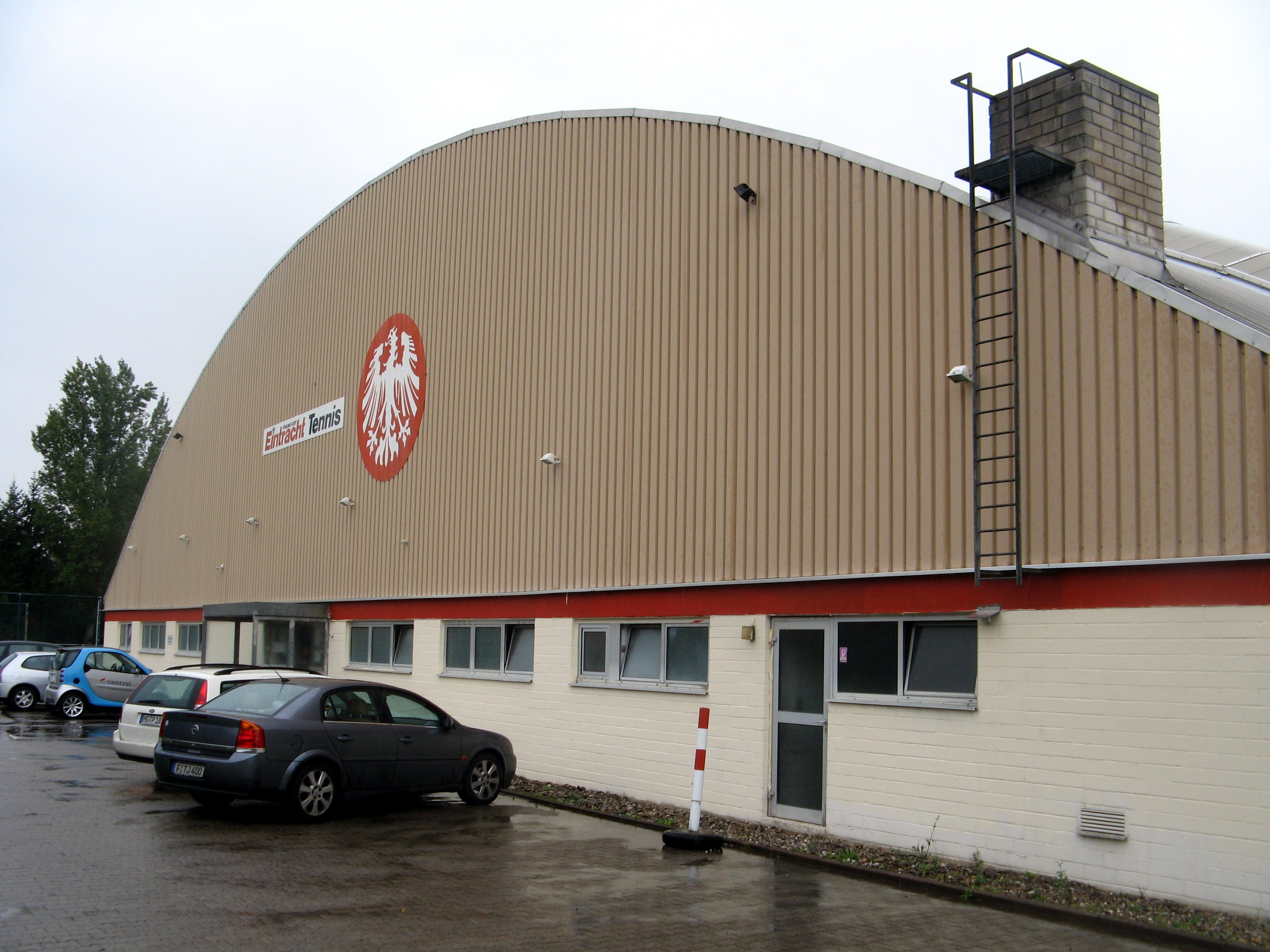
Tennishalle auf dem Riederwaldgelände in Seckbach 2007

Die Tennisabteilung der Frankfurter Eintracht wurde im Frühjahr 1920 gegründet und spielt heute auf der Tennisanlage am Riederwald auf 13 Tennisplätzen sowie in einer drei Plätze umfassenden Tennishalle. Der Abteilung gehören über 700 Tennisspieler an.
Im Jahr 1968 wurde die Herrenmannschaft deutscher Vereinsmeister mit einem 6:3-Sieg im Finale gegen TV Hannover. Im Jahr 1972 nahm Eintracht Frankfurt an den Spielen der neu gegründeten Tennis-Bundesliga teil. 1973 zog Eintracht Frankfurt jedoch aus diesem Wettbewerb zurück, da die die Mannschaft tragenden Spieler zu anderen Vereinen wechselten. Die erste Herrenmannschaft stieg 2006 erstmals in der Vereinsgeschichte in die Hessenliga auf, die Damen treten in der Verbandsliga an. 1980 und 1987 wurde die Abteilung deutscher Meister der Senioren, zudem konnten verschiedene nationale Juniorenmeisterschaften gewonnen werden. Abteilungsleiter Tennis ist Thomas Wurm.

#### Ehrenspielführer Tennis
- Günter Heilig
- Alexander Loulakis
- Albert Bothner

### Handball
Die seit 1921 bestehende Handballabteilung unterliegt der Leitung von Markus Matthes und trainiert in den Sporthallen der Friedrich-Ebert- sowie der Konrad-Haenisch-Schule. Die erste Herrenmannschaft bildet eine Spielgemeinschaft mit dem Turnverein Seckbach 1875 und spielt aktuell in der Bezirksoberliga.

### Rugby
Die Abteilung Rugby besteht seit Sommer 1923. Es gibt Mannschaften im Herren-, Damen- und Jugendbereich, die alle auf dem Trainingsgelände der Eintracht im Frankfurter Stadtteil Nied trainieren. Die Herrenmannschaft wurde 1940 und 1964 Vizemeister der deutschen Rugby-Meisterschaft und spielt zurzeit in der Regionalliga Hessen.
Die seit 2003 in Deutschland praktizierte kontaktarme Spielvariante Touch wird ebenfalls von der Eintracht angeboten, die 2005 und 2007 die im jährlich stattfindenden Turniermodus ausgespielte deutsche Touch-Meisterschaft gewinnen konnte.
Seit Sommer 2022 bietet die Rugbyabteilung auch Gaelic Football an.

#### Ehrenspielführer Rugby
- Fritz Luckas
- Rudolf Senger

### Tischtennis
Die Tischtennisabteilung der Eintracht ist eine der erfolgreichsten des Vereins. Die Damenmannschaft wurde siebenmal deutscher Meister, die Herrenmannschaft spielte 15 Jahre in der Bundesliga. Obwohl sie heute nur noch in der Bezirksoberliga spielt, wird sie in der „Ewigen Tabelle“ der Bundesliga nach wie vor auf Platz 9 geführt.

#### Die Anfänge in den zwanziger Jahren
Im November 1924 gründeten Tennisspieler der Eintracht im Wirtschaftskolleg Jaé in der Berger Straße eine Tischtennisabteilung des Vereins, der von Otto Abel geleitet wurde. Tischtennis wurde zunächst als Hobby innerhalb des Vereins gespielt, erst 1927 nahm man erstmals (in Darmstadt) an einem Turnier teil. Trainingsstätte der Eintracht-Spieler wurden Räume in der Helmholtzschule. 1930 richtete die Eintracht sogar ein internationales Turnier aus, das von den damals diesen Sport dominierenden Ungarn gewonnen wurde. Bei der Eintracht spielten erfolgreiche Spieler wie Karl Ziegler, Albert Schimmel und Karl-Heinz Eckardt (der spätere Präsident des Deutschen Tischtennis-Bunds). 1931 kam es aufgrund eines Zerwürfnisses innerhalb des Vereins zum Rücktritt des Abteilungsgründers Otto Abel, auch die Spieler kehrten dem Verein den Rücken.

#### Die Damenmannschaft als Serienmeister
Erst nach dem Zweiten Weltkrieg wurde der Spielbetrieb wiederbelebt. In der zerstörten Stadt fanden die diesmal aus den Hockey- und Handballabteilungen stammenden Initiatoren, u. a. Heinz Fuß (* 1914), schließlich eine geeignete Spielstätte, die Turnhalle der Comeniusschule. Damit war die Grundlage für einen erfolgreichen Neuanfang gelegt. Diesen Erfolg lieferten vor allem die Damenmannschaften der Eintracht. Die Mannschaft um Gustel Cranz (mit Ilse Donath, Neuland, Ria Häneli, Schimanski und Becker) wurde 1948 deutscher Meister. 1952, 1953, 1956, 1957, 1958 und 1959 folgten sechs weitere nationale Meistertitel. Hanne Schlaf und Erna Brell errangen außerdem deutsche Meistertitel im Einzel. 1957 wurden die Spielerinnen Hanne Schlaf, Hilde Bussmann, Ellen Hennemann, Marianne Blumenstein, Annemie Mann und Christel Bischof von Bundespräsident Theodor Heuss mit dem Silbernen Lorbeerblatt ausgezeichnet, der höchsten Auszeichnung für deutsche Sportler. Bis 1966 konnten sich die Damen in der Oberliga Südwest halten, dann wurden sie aus der damals höchsten Damen-Spielklasse wegen Aufstellungsschwierigkeiten zurückgezogen. 1975 wurde die Mannschaft sogar aus der Hessenliga zurückgezogen.

#### Die Herrenmannschaft in der Bundesliga
Auch die Herrenmannschaft um Werner Haupt konnte Ende der 1950er-Jahre zu den Erfolgen ihrer Vereinskameradinnen aufschließen, 1957 scheiterte sie mit einem 8:8 nur durch das schlechtere Satzverhältnis am TTC Mörfelden und wurde nur Vizemeister. Hanne Schlaf und Wolf Berger wurden 1959 Deutsche Meister im Mixed.
Als 1966 Tischtennis-Bundesliga der Herren gegründet wurde, war die Eintracht noch nicht dabei. Sie war zwar in der Oberliga Südwest Vierter geworden und durfte daher an der Bundesliga-Qualifikation teilnehmen, scheiterte dort in ihrer Gruppe aber an DJK TuSA 06 Düsseldorf. Ein Jahr später gelang der Eintracht der Aufstieg in diese höchste Spielklasse. Sie konnte sich schnell in der Bundesliga etablieren und schloss während der 1970er-Jahre drei Spielzeiten als Dritter ab. Spieler wie Heiner Lammers, Günter Köcher oder der spätere Bundestrainer Klaus Schmittinger gehörten zu den Stützen der Mannschaft.
1980 hatte die Tischtennis-Eintracht, die immer größere Mühe hatte, den steigenden Finanzbedarf des Bundesligabetriebs zu finanzieren, Erfolg mit einer für die damaligen Zeit sehr ungewöhnlichen Anfrage: Der Chinesische Tischtennisverband stimmt einem Wechsel des chinesischen Einzelmeisters von 1975, Wang Jiang Quang, nach Frankfurt zu. Wang war damit der erste chinesische Spieler in der deutschen Bundesliga. Gleichzeitig gelang durch Vermittlung des südkoreanischen Eintracht-Fußballspielers Bum Kun Cha der Wechsel des damals besten Tischtennisspielers des Landes, Park Lee-hee, zur Eintracht. Die Saison 80/81 verlief sehr erfolgreich, zu Saisonende kürzte der Hauptverein der Abteilung jedoch 25 Prozent ihres Etats. Der Spielbetrieb in der Bundesliga konnte mit Mühe aufrechterhalten werden, am Ende der Folgesaison stand jedoch, nach 15 Jahren Bundesligazugehörigkeit, der Abstieg. Die Mannschaft blieb in der 2. Bundesliga, bis sie 1991 aus finanziellen Gründen in die 2. Bezirksliga zurückgezogen werden musste.

#### Weiterführende Tischtennis-Quellen
- Harald Stenger: Eine Krise und kein Ende? In: Deutscher Tischtennis-Sport. Nr. 1981/22. Philippka-Sportverlag, 1981, ISSN 0930-0791, S. 9 und 12.

### Basketball
Die Basketballabteilung wurde 1954 gegründet. Zwei Spielzeiten, von 1967 bis 1969, und in der Saison 1979/80 spielten die Basketballer in der Basketball-Bundesliga (BBL) des Deutschen Basketball Bundes (DBB). 1975 war die Eintracht Gründungsmitglied der 2. Basketball-Bundesliga.
Die Herrenmannschaft spielt derzeit in der Regionalliga Südwest. Die Spiele werden in der Sporthalle der Wöhlerschule (250 Plätze) ausgetragen. Die Damenmannschaft spielt ebenfalls in der Regionalliga. Die Basketballabteilung von Eintracht Frankfurt betreibt eine intensive Jugendarbeit. Die männliche U19-Mannschaft ist in der Nachwuchs-Basketball-Bundesliga (NBBL) vertreten.

### Eissport
Die Abteilung Eissport wurde am 9. Dezember 1959 gegründet, zwischen 2002 und 2006 widmete sich die Abteilung ausschließlich dem Eisstockschießen. Seit 2006 findet sich unter dem Dach der Eissportabteilung auch die Curling-Sparte von Eintracht Frankfurt.
Eine Damenmannschaft und zwei Herrenmannschaften der Eisstock-Sparte sind in der Bundesliga vertreten. Die Mannschaften trainieren in der Eissporthalle Frankfurt am Bornheimer Hang.
Seit 2022 gehört Bob als weitere Eissportart zum Portfolio des Vereins. Trainiert wird am Bundesstützpunkt der Leichtathletik in Frankfurt-Niederrad. Sportliches Aushängeschild ist derzeit Issam Ammour.

### Volleyball
Die Volleyballabteilung der Eintracht besteht seit 1961. Nach großen Erfolgen der 1970er- und 1980er-Jahre, in denen Mannschaften der Eintracht in erster und zweiter Bundesliga aktiv waren, wurde es in den 1990ern ein wenig ruhiger. Von 2006 bis 2011 spielten die Frauen in der dritthöchsten deutschen Spielklasse (Regionalliga-Südwest). 2012/13 spielten die Männer in der Regionalliga-Südwest und stiegen als Meister in die Dritte Liga Süd auf, wo sie bis 2015 spielten. 2016 stiegen die Frauen in die Dritte Liga Süd auf. Zurzeit sind bei den Adlerträgern fünf Frauen-, drei Männer- und vier Jugendmannschaften aktiv.

#### Ehrenspielführer Volleyball
- Rudolf Schäfer

### Fan- und Förderabteilung
Die Fan- und Förderabteilung (kurz Fanabteilung oder FuFA) von Eintracht Frankfurt wurde am 11. Dezember 2000 als 13. Abteilung von Eintracht Frankfurt gegründet. Mit über 68.000 Mitgliedern (Stand: März 2020) ist sie die mit Abstand größte Abteilung des Vereins.
Die Fanabteilung organisiert unter anderem Auswärtsfahrten zu Bundesligaspielen der Bundesliga-Mannschaft der Eintracht. Zu Spielen in europäischen Wettbewerben werden regelmäßig eigene Chartermaschinen für die Mitglieder angeboten. Außerdem sammelte die Fanabteilung Spenden, um Duplikate der von Eintracht Frankfurt errungenen Trophäen UEFA-Pokal und DFB-Pokal sowie der 1959 gewonnenen Meisterschale anfertigen zu lassen. Für Mitglieder werden regelmäßige Veranstaltungen organisiert. In der Fanabteilung sind der Kidsclub „Junior Adler“ sowie der Seniorenclub „Adler Classics“ angesiedelt. Dort werden verschiedene zielgruppenspezifische Aktionen für Mitglieder angeboten, beispielsweise sind die „Junior Adler“ regelmäßig Einlaufkinder der Profimannschaft bei Heimspielen.
Die Abteilung ist stark in fanpolitische Arbeit eingebunden, sowohl lokal (Fanbeirat), bundes- (Gründungsmitglied von Unsere Kurve e. V.) wie europaweit (Gründungsmitglied von Football Supporters Europe e. V.).
Geleitet wird die Abteilung von einem ehrenamtlichen Vorstand. Sie unterhält ein eigenes Büro mit hauptamtlichen Mitarbeitern auf der Geschäftsstelle von Eintracht Frankfurt.

### Eishockey

#### Die erste Eishockeyabteilung

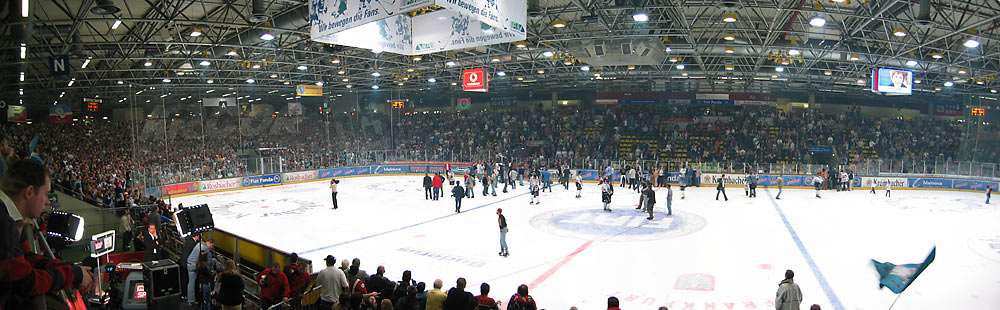
Die Eissporthalle Frankfurt, 1981–1991 Spielstätte der Eishockey-Eintracht

Die erste Eishockeyabteilung der Eintracht wurde 1959 durch Rudi Gramlich gegründet und trug am 14. Januar 1960 ihr erstes Spiel aus. Die Eishockey-Eintracht spielte vor oftmals geringer Kulisse in der Oberliga. In der Saison 1968/69 gelang der erste Aufstieg in die Bundesliga, zunächst aber nur für ein Jahr.
Nach langen Oberligajahren kehrten nach der Eröffnung und dem Umzug in die neue Eissporthalle am Ratsweg im Dezember 1981 der sportliche Erfolg und das Interesse der Zuschauer zurück: 1982 gelang der Aufstieg in die 2. Bundesliga, 1986 sogar der (Wieder-)Aufstieg in die 1. Bundesliga. Die Zugehörigkeit zur Eishockey-Bundesliga waren geprägt von wechselndem sportlichen Erfolg und wachsenden Schulden. Nur mit Mühe konnte jeweils die Lizenz für die neue Saison erreicht werden. Unprofessionelles Management, eine teure Mannschaft und fehlende Handlungsfreiheiten der Eintracht Frankfurt Eishockeyabteilung ließen den Schuldenberg auf über sieben Millionen DM anwachsen. Um bei einem möglichen Konkurs der Eishockeyabteilung den Hauptverein nicht zu gefährden, beschloss deswegen der Vorstand des Gesamtvereins im März 1991, die Eishockeyabteilung vom Hauptverein abzutrennen.
Die bisherige Eishockeyabteilung der Eintracht wurde daraufhin am 5. März 1991 als Frankfurter ESC „Die Löwen“ neu gegründet und zunächst in die Regionalliga zurückgestuft. Der Verein stieg aber sehr rasch wieder in die 1. Bundesliga auf, spielte von 1994 bis 2010 unter dem Namen Frankfurt Lions in der Deutschen Eishockey Liga (DEL) und gewann 2004 die deutsche Meisterschaft. Nach der Spielzeit 2009/10 musste der Club jedoch Insolvenz anmelden. Der bisherige Stammverein Young Lions Frankfurt spielt nun unter dem Namen Löwen Frankfurt und schaffte zur Saison 2022/23 den Aufstieg in die DEL.

#### Wiedergründung
Am 1. Juli 2002 wurde wieder eine Eishockeyabteilung in der Eintracht gegründet, nachdem die Spieler des aufgelösten EHC Frankfurt 1988 e. V. zur Eintracht gewechselt hatten. Die erste Saison spielte man in der Landesliga Hessen. In der Saison 2003/04 erreichte man unter dem Spielertrainer Jay McNeill den 6. Platz in der Regionalliga Hessen, zog die Mannschaft aber nach der Saison in die Landesliga zurück. In der Saison 2004/05 wurde die Eintracht überlegen Meister der Landesliga und spielte in der Saison 2005/06 wieder in der Regionalliga, in der sie überraschend gut mithalten konnte und knapp den Klassenerhalt feiern konnte. In der Saison 2006/07 konnte man nach einem massiven personellen Umbruch die Klasse nicht mehr halten, in der folgenden Landesliga-Saison 2007/08 gelang aber nach einer unerwartet starken Spielzeit die Rückkehr in die Regionalliga Hessen. Zur Saison 2009/10 wurde diese Liga mit der Regionalliga NRW zur Regionalliga West zusammengelegt, wodurch die Eintracht unter dem Abteilungsleiter Alexander Hermann in die neugegründete Hessenliga wechselte.

### Darts
Nach zweimonatiger Vorbereitungszeit wurde die Dartsabteilung als 15. Abteilung in Abstimmung mit dem Beirat am 1. Juli 2006 gegründet. Zum 1. Juli 2021 wurde die Abteilung aufgrund von „Umstrukturierungen und Neuausrichtungen“ wieder aufgelöst. Nach einer dreijährigen Pause kehrte die Sportart Darts zum 1. Juli 2024 mit zwei Mannschaften wieder zurück. Die neue Spielstätte der Dartsspieler ist die Niddahalle in Frankfurt-Nied.

### Triathlon
Die Abteilung wurde 1992 unter dem Dach des PSV Blau-Gelb Frankfurt gegründet und wechselte im Januar 2008 zur Eintracht. Sie fördert sowohl den Breiten- als auch den Leistungssport. Gründer und ehrenamtlicher Abteilungsleiter ist Georg Heckens.
Zu den Mitgliedern der Sparte Triathlon gehören über 1.600 ambitionierte Hobby- und Profiathleten, die den größten Triathlonverein Deutschlands darstellen. Mit über 130 Jugendlichen und Kindern gehört auch die Jugendabteilung zu den größten Deutschlands. Seit 2019 unterhält die Abteilung zudem die Untersparte Radsport, in der sich rund 140 Mitglieder vorzugsweise dem Straßen- und Gravelradsport widmen.
Die Triathlonabteilung ist aktuell mit ihren Sportlern in folgenden Ligen der Deutschen Triathlon Union und des Hessischen Triathlon Verbandes vertreten:
- 2. Bundesliga Süd Damenmannschaft
- 2. Bundesliga Süd Herrenmannschaft
- Regionalliga: Mannschaften
- 1. Hessenliga 1 Damenmannschaft
- 2. Hessenliga 1 Damen- und 1 Herrenmannschaft
- 3. Hessenliga 1 Herrenmannschaft
- 4. Hessenliga 1 Herrenmannschaft
- 5. Hessenliga 1 Herrenmannschaft 1 U-23-Mannschaft
- Seniorenliga: Mannschaften (1 Damen-, 2 Herrenmannschaften)
- Masterliga: Mannschaften

### Ultimate Frisbee
Das Ultimate-Team der Eintracht Frankfurt war seit Frühjahr 2007 in der Rugbyabteilung organisiert. Seit 2015 existiert eine eigenständige Ultimate-Abteilung.
Eintracht Frankfurt ist in den Divisionen Mixed (Frau Rauscher & the Bembelboys, Flachmixer), Damen (Frau Rauscher), Open (Sturm & Drang) und U14 (Liliputs) vertreten. Das Mixed-Team gehört zu den führenden Mannschaften in Deutschland und nahm an der XEUCF Club Europameisterschaft 2009 in London und der XEUCF 2013 in Bordeaux teil. Die Damen gewannen 2008 die deutsche zweite Liga-Meisterschaft Indoor. In der Outdoor Saison 2013 erreichten Frau Rauscher & the Bembelboys Platz 11 in der Mixed DM 1. Liga, Frau Rauscher Platz 6 in der Damen DM 2. Liga und Sturm & Drang Platz 2 in der Open DM 2. Liga.

### Tischfußball
Im Juli 2016 wurde eine Tischfußball-Abteilung gegründet. Bereits nach zwei Jahren kam die Abteilung auf 60 Mitglieder.
2018 konnte die wichtigste Trophäe im europäischen Vereinsfußball gewonnen werden. Im Finale der ITSF European Champions League setzte man sich mit 40:33 gegen den Vorjahressieger Evry les Coyotes aus Frankreich durch. Im darauffolgenden Jahr konnte die Damenmannschaft es den Herren gleich tun und gewann ebenfalls die Champions League.

### Fechten
Seit dem 1. Januar 2017 gibt es erstmals seit Anfang der 1970er Jahre wieder eine Abteilung Fechten bei Eintracht Frankfurt. Zahlreiche Mitglieder des UFC Frankfurt, der sich Ende 2016 aufgelöst hatte, wechselten dabei zur Eintracht. Die neue Fechtabteilung ist bekannt für ihre Jugendarbeit und bildet zahlreiche Jugendnationalmannschaftsfechter aus.

### E-Sport
Eintracht Frankfurt ist seit 2018 über seine Digitaltochter EintrachtTech im E-Sport aktiv. Am 16. Januar 2019 starteten die Frankfurter mit einem eigenen Team in der VBL Club Championship. Am Ende belegte die Eintracht den 16. Platz und qualifizierte sich für die Playoffs. In der Saison 2022/2023 konnte sich Antonio „AntonioRadelja“ Radelja im Grand Final gegen die Konkurrenz durchsetzen und somit die erste Deutsche Meisterschaft in der Virtual Bundesliga für sich und die Eintracht feiern. Seit 2020 ist Eintracht Frankfurt mit Profispielern in League of Legends vertreten, seit 2024 auch in Valorant.

#### Aktuelles League of Legends Lineup
Stand Jan. 2025
| Name                         | Position |
| ---------------------------- | -------- |
| Toni „Sacre“ Sabalić         | Top Lane |
| Teodor „Techoteco“ Bârliba   | Jungle   |
| Dirk „ZaZee“ Mallner         | Mid Lane |
| Maurice „Varry“ Herberg      | AD-Carry |
| Đai-vinh „Veignorem“ Lussiez | Support  |

### Kampfsport
Am 1. Juli 2021 fusionierte Eintracht Frankfurt mit dem Frankfurter Stadtteilverein SG Nied, in dem unter anderem eine große Kampfsport-Sparte bestand. Um die Kampfsportler der SG Nied in die Strukturen von Eintracht Frankfurt zu integrieren, wurde die Abteilung Kampfsport gegründet. In dieser sind die Sparten Karate, Judo sowie Vovinam organisiert.

### Golf
Die 2023 entstandene Golfabteilung ist die bisher jüngste Erweiterung des Sportangebots. Sie spielt auf dem Golfpark Gut Hühnerhof in Gründau, mit dem eine Kooperationsvereinbarung geschlossen wurde.